# Ein Kampf um Rom

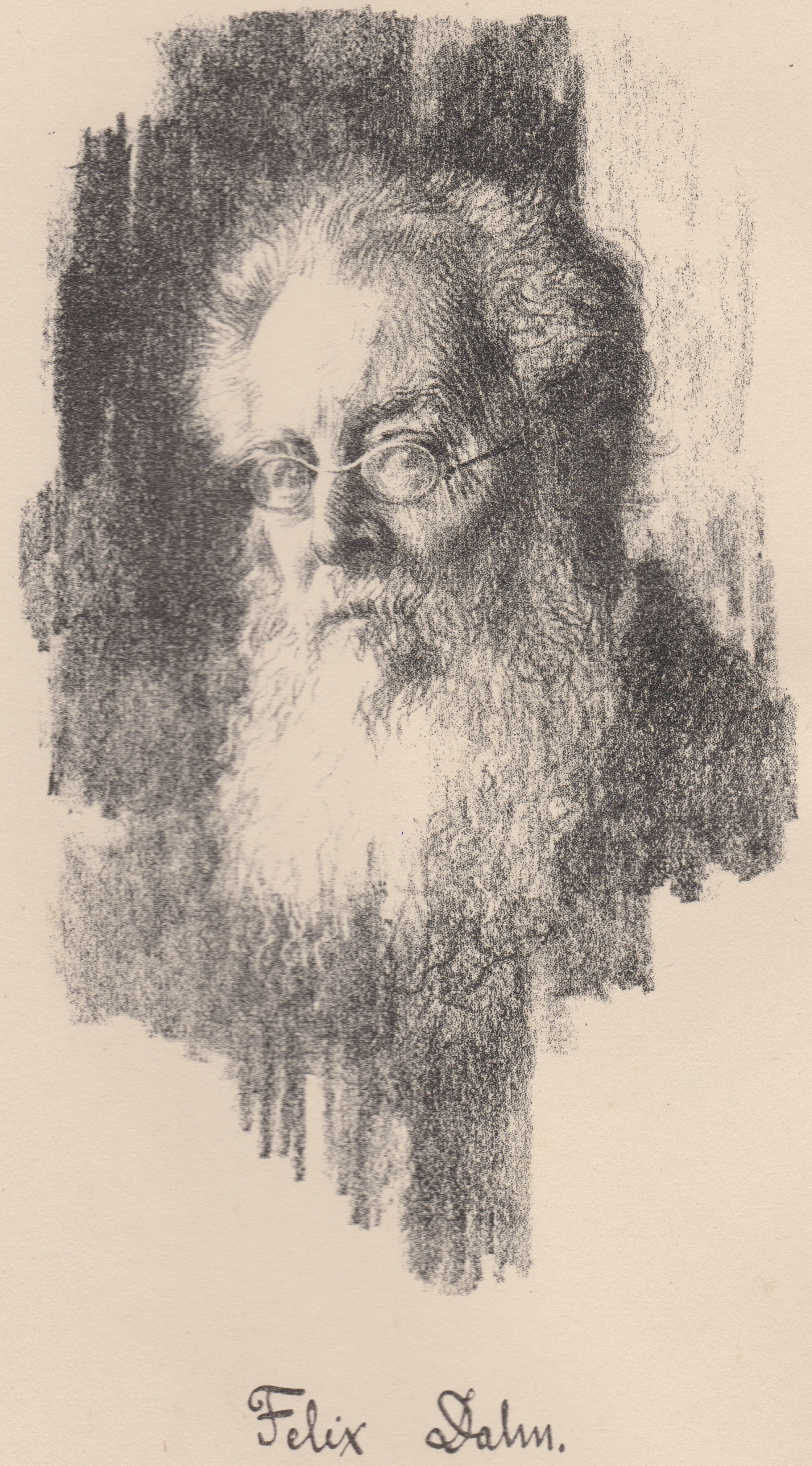
Der Autor mit Unterschrift auf dem Vorsatzblatt der Romanausgabe von 1922. Steinzeichnung von Hanns Anker

Ein Kampf um Rom ist ein über viele Jahre hinweg sehr populärer historischer Roman von Felix Dahn, der 1876 ursprünglich in vier Bänden veröffentlicht wurde.

## Hintergrund

### Entstehungsgeschichte
Der Autor Felix Dahn war als Historiker spezialisiert auf das Zeitalter der Völkerwanderung; in diesem Zusammenhang erbrachte er bedeutende Forschungsleistungen. Im Jahr 1865 veröffentlichte er die erste wissenschaftliche Monographie über den spätantiken Geschichtsschreiber Prokopios von Caesarea, die noch heute als Referenz gilt. Neben seinen umfangreichen wissenschaftlichen Werken verarbeitete er seine Forschungsergebnisse auch zu Romanen, worin er sich einerseits sehr um historische Korrektheit und die Vermeidung von Schwarz-Weiß-Darstellungen, andererseits aber auch um eine lebendige Sprache und die Konstruktion teils geradezu monumentaler Spannungsbögen bemühte. Damit reihten sich seine Prosawerke in die Kategorie der (zunächst abfällig so bezeichneten) Professorenromane jener Zeit ein, was ihm anfangs Kritik einbrachte. Dahns erstes und mit Abstand umfangreichstes Romanwerk war Ein Kampf um Rom, dessen weit über 1000 Seiten er in sieben Büchern gliederte. Die Kritik verstummte allerdings bald, als sich das Buch zu einem ausgesprochen populären „Jungenroman“ im damals noch jungen Kaiserreich entwickelte.
Der Roman thematisiert den Kampf der Ostgoten gegen Ostrom in Italien seit dem Tod Theoderichs des Großen bis zu ihrem Untergang im Jahr 552. Dahn orientierte sich dabei stark an der Darstellung der Ereignisse durch Prokopius und lässt diesen auch als Nebenfigur im Roman auftreten. Gegen Ende zitiert Dahn wörtlich aus dessen Werk. 
Der Roman enthält eine Reihe von Gedichten. Das letzte dieser Gedichte offenbart zugleich das Leitmotiv des Werkes; unter der Überschrift Gotenzug fand es in zahlreichen Anthologien Aufnahme und wurde auch mehrfach vertont, u. a. von Robert Götz. Es beginnt mit den Worten: Gebt Raum, ihr Völker, unserm Schritt: | Wir sind die letzten Goten. | Wir tragen keine Krone mit, | Wir tragen einen Toten. […] Dieser Tote, der letzte Gotenkönig Teja, drückte dem ganzen voluminösen Roman den Stempel des tragischen Niedergangs eines Volkes aus verheißungsvollen Anfängen auf.
Dahn arbeitete an dem Werk seit 1859. Erst siebzehn Jahre später schloss er es ab, war aber nicht zufrieden damit. Er schreibt in seinen Erinnerungen, er habe den Roman eigentlich dem Feuer übergeben wollen. Nur das energische Eingreifen seiner Frau Therese habe ihn davor bewahrt. Der Roman wurde sein mit Abstand größter Publikumserfolg. Wenngleich er in das Kulturgut der Nationalsozialisten vereinnahmt wurde, blieb das Werk auch im Nachkriegsdeutschland populär und gilt bis heute als Longseller.
Dahn widmete sein Werk seinem jüdischstämmigen „lieben Freund und Kollegen“ Ludwig Friedländer.

### Grundmuster
Die farbenfrohe und intrigenreiche Handlung weist eine Reihe von durchgängigen Grundmustern auf. Charakteristisch ist der Lobpreis auf das germanische Heldentum bis hin zum Heldentod, welchen die letzten drei Gotenkönige auch erleiden.
Der Roman atmet unverkennbar den Geist des im 19. Jahrhundert – insbesondere im Bildungsbürgertum – verbreiteten völkischen Denkens; dem entspricht, dass die Goten in einem pangermanistischen Sinne als Deutsche bezeichnet werden. Ihrer nordischen Herkunft entfremdet, verweichlichen sie im südlichen Klima Italiens, wodurch sie ihre Kampfkraft verlieren und somit ihren eigenen Untergang herbeiführen, wobei sie sich zugleich stets als Fremde unter der alteingesessenen Bevölkerung fühlen. Der scharfe Gegensatz zwischen Römern und Germanen, von dem Dahn im Einklang mit dem damaligen Wissensstand ausging, wird heute allerdings differenzierter betrachtet.
Unverkennbar ist die Kritik an der römisch-katholischen Kirche, deren Machthaber sich an den Intrigen der Weströmer beteiligen. Die Goten hingegen sind arianische Christen.
Eine weitere Auffälligkeit des Romans ist die bedeutende Rolle, die Dahn – sowohl in positiver als auch negativer Hinsicht – dem weiblichen Geschlecht zuweist. Tatsächlich sind es Frauen, die (teils als Herrscherin, teils im Hintergrund) den Lauf der Geschichte an entscheidenden Stellen steuern und überdies die Rolle von Kulturvermittlern übernehmen. Auch das den Roman durchziehende Motiv der heldenhaften Selbstaufopferung ist keineswegs als rein männliche Domäne dargestellt, wie das Beispiel der Jüdin Miriam (s. u.) zeigt. Dass der Verlauf der Handlung so wesentlich von Frauen beeinflusst wird, wird als Tribut des Autors an die im 19. Jahrhundert aufkommende Emanzipationsbewegung gedeutet.

### Zeitgeschichtliche Aspekte
Der niederländische Historiker Peter Rietbergen vermutete, dass Dahn mit dem Roman seinen Zeitgenossen einen Spiegel vorhalten wollte, indem die Goten als Vorfahren der Gründer des deutschen Kaiserreichs, die römische Kirche dem institutionellen (Kirchen-)Christentum und die Städte Rom und Byzanz den nach möglicherweise universeller Herrschaft strebenden anderen Mächten Europas im neunzehnten Jahrhundert entsprechen.
Der Roman wurde bereits im Zeitalter des Wilhelminismus – durchaus im Sinn des Verfassers – als Warnung vor Überschätzung augenblicklicher Erfolge und als Dekadenzkritik rezipiert und nach dem Ersten Weltkrieg als eine eingetroffene Vorhersage für das Deutsche Reich gelesen. Denn sowohl die Goten als auch die Weströmer werden in ihren Hoffnungen enttäuscht, und am Ende der Kämpfe um Rom steht für beide Seiten eine Katastrophe.

## Hauptfiguren und -konflikte
Dahns Hauptfiguren sind komplex und oft von inneren Widersprüchen gezeichnet. Die meisten vereinen sowohl positive als auch problematische Eigenschaften in sich.

### Goten
Die Geschichte beginnt bei Lebzeiten Theoderichs des Großen. Nach dessen Tod dreht sich die Handlung zunächst um die Königin Amalaswintha, die einen Anschluss ihres Reiches an Ostrom für angebracht hält und deshalb von vielen Ostgoten als Verräterin angesehen wird. Außerdem geht es um fünf Schwurbrüder, die das Gotenreich selbständig erhalten wollen und von denen drei ihr später als Könige nachfolgen: Witichis als Soldat, der Treue und Tapferkeit mit mangelndem Scharfsinn vereint, Totila als charismatischer Heldenjüngling, der für kurze Zeit das Blatt zu wenden scheint, aber im Reiterkampf fällt, und der düstere Teja, der den heldenhaften Untergang symbolisiert und in einem Engpass am Vesuv im Duell mit Cethegus fällt und ihn dabei ebenfalls tötet.
Die verschiedenen gotischen Hauptpersonen – ausschließlich Vertreter der Führungsschicht – zeichnet Dahn als starke, jedoch dem unentrinnbaren Schicksal ausgelieferte Persönlichkeiten. So spricht der spätere letzte König Teja in einer Schlüsselszene vom „unbarmherzigen Rädergang des Schicksals“, das „blind und taub für das Zarte und Hohe, mit eherner, grundloser Gewalt alles vor sich niedertritt [und] das Edle, weil es zart ist, leichter und lieber zermalmt, als das Gemeine.“ Die eigentlich treibende Kraft der Weltgeschichte sei eine „dumpfe Notwendigkeit“ (4. Buch, 2. Kapitel).
Letztlich sind die Goten unausweichlich dem Untergang geweiht, weil sie einerseits immer wieder Opfer von Verrat – teils auch untereinander – werden und andererseits den technisch überlegenen Waffen der Oströmer nichts Gleichwertiges entgegenzusetzen haben.

### Weströmer
Charakterlich am interessantesten ausgebildet ist die Figur des verschlagenen und heimtückischen Senators Cornelius Cethegus Cäsarius. Sie hat, wenngleich von Dahn gezielt konstruiert, ein zeitgenössisches Vorbild, nämlich den Konsul und Patricius Rufius Petronius Nicomachus Cethegus. Obwohl er ihn insgesamt als finster darstellt, so bemüht sich Dahn – wie bei allen seinen Romangestalten – auch in seinem Fall, reine Schwarz-Weiß-Malerei zu vermeiden.
Cethegus stammt aus dem alten Geschlecht der Julier, dem auch Caesar angehörte. Er verfolgt mit großer Konsequenz und Raffinesse das Ziel, seine Heimat Italien von der Fremdherrschaft zu befreien und ihr wieder ihre alte Selbständigkeit wiederzugeben. Dabei schreckt er vor keinem Mittel zurück und bedient sich insbesondere zahlreicher Intrigen, um die wechselweise herrschenden Goten und Oströmer gegeneinander auszuspielen. Hingegen setzt er weniger auf rohe Gewalt und tritt erst ganz am Schluss des Romans als kriegerischer Held in Erscheinung. In diesem Zusammenhang verleiht Dahn ihm sogar das Attribut „edel“. Keineswegs entspricht er also dem Zerrbild des schwächlichen „Römlings“, sondern ist eine auch körperlich imposante, letztlich tragische Erscheinung. Cethegus ist mit genau denjenigen Eigenschaften ausgestattet, die seinen jeweiligen gotischen Gegnern weitgehend fehlen: Weitsicht, Verschwiegenheit und berechnende Klugheit. Trotzdem wird er am Schluss selbst zum Opfer einer Intrige. Von Zeitgenossen wurde Cethegus gelegentlich mit Otto von Bismarck verglichen.
Von geringerer Bedeutung sind der intrigante Papst Silverius und seine Anhänger, die vom altrömischen Adel abstammen und demgemäß Namen wie Scaevola und Albinus tragen. Diese Gestalten schildert Dahn als eher dekadent.

### Oströmer (Byzantiner)
Die Byzantiner gelten den Goten als tückische Erbfeinde wegen ihrer „Mischung aus Heuchelei und Gewaltherrschaft“ (4. Buch, 9. Kapitel). Im Gegensatz zur Darstellung des Prokopios sind im Roman Kaiser Justinian und seine raffiniert-durchtriebene Frau Theodora zwar Schlüsselfiguren, treten jedoch in ihrer Bedeutung gegenüber den beiden Heerführern Belisar und Narses zurück. Ersterer wird als bieder dargestellt, als „Heros aus der alten Zeit“, vergleichbar mit Agamemnon, begabt mit dem „Naturverstand des edlen, wilden Tieres zu seinem Beutefang“ (5. Buch, 1. Abteilung, 11. Kapitel). Es gelingt ihm jedoch nicht, den Goten das Schicksal der von ihm bereits besiegten Vandalen zu bereiten. Im Gegensatz zu ihm wird Narses als strategischer Planer und auch taktisches Genie dargestellt, das weniger auf brachiale Tapferkeit als auf geschickten Einsatz seiner Einheiten setzt. Beiden Feldherren gemeinsam ist ihr Respekt vor den „Zirkeldrehern“ (5. Buch, 1. Abteilung, 4. Kapitel), den gelehrten Konstrukteuren, die ihnen technisch weit überlegene Waffen bescheren und denen die Goten nichts Gleichwertiges entgegenzusetzen haben.

### Juden
Vom ersten bis zum fünften Buch zieht sich ein Handlungsstrang, der explizit mit jüdischen Protagonisten zu tun hat; subtil, aber unverkennbar wirbt Dahn hier für die Interessen der zionistischen Bewegung, für die er starke Sympathien hegte. Die Beteiligten sind der Turmwärter Isak, seine bildschöne Tochter Miriam und deren von ihr verschmähter Liebhaber Jochem. Letzterer repräsentiert das damals gängige Stereotyp des raffgierigen Juden, wobei Dahn aber genau dieses Stereotyp als juden-untypisches Zerrbild brandmarkt: Jochem wird von Isak als „Schandfleck der Hebräer“ bezeichnet und begeht daraufhin, unter den Juden quasi zum Paria geworden, Verrat an den Goten. Isak hingegen fühlt sich den Goten zu großem Dank verpflichtet, weil sie sich als Beschützer der Juden vor den Römern erwiesen und ihre zerstörten Synagogen wiederaufgebaut haben – offenbar ein kaum verhohlener Sympathiebeweis des Autors für Theodor Herzls Anliegen, das Deutsche Reich als Schutzmacht für einen Judenstaat in Palästina zu gewinnen. Theoderich vergleicht der Autor mit dem Perserherrscher Cyrus, der seinerzeit die Juden aus der babylonischen Gefangenschaft befreit hatte. Seine aufopferungsvolle Treue („Treu und dankbar wie ein Jude“) bezahlt Isak mit seinem Leben. Das gleiche Schicksal ereilt auch Miriam, die ihr eigenes Leben opfert, um das Totilas, in den sie unglücklich verliebt ist, zu retten. Dahn verflicht diese persönlichen Tragiken mit dem Schicksal des jüdischen Volkes, was unter anderem in Miriams wiederholtem Rezitieren der ersten Verse von Psalm 137 zum Ausdruck kommt, verbunden mit der Frage: Wann kommt der Tag, da Judas Stamm nicht mehr zu weinen hat?

## Inhalt

### Erstes Buch: Theoderich
Der Roman beginnt während der letzten Tage der Herrschaft Theoderichs des Großen über Italien. Zu dieser Zeit treffen sich fünf führende Ostgoten um den alten Waffenmeister des Gotenkönigs, Hildebrand, unweit von Ravenna, um über die Missstände im Ostgotenreich zu sprechen. Die Brüder Totila und Hildebad sowie die Feldherren Witichis und Teja leisten einen Schwur, dem Volk der Goten immer treu zu dienen. Denn sie sind Gegner der von dem Römer Cassiodor, dem Kanzler des Reiches, und Amalaswintha, der Tochter Theoderichs, initiierten Aussöhnungspolitik von Römern und Goten, die ihrer Ansicht nach schädlich für die Goten ist.
Wenige Tage später treffen sich Angehörige der italisch-römischen Aristokratie und des Klerus um den ehrgeizigen Priester Silverius, dessen Ziel es ist, Papst zu werden, mit Cethegus, um den weströmischen Widerstand gegen die Herrschaft der Goten zu stärken. Als der König im Sterben liegt, übernimmt Cethegus auf Bitten des Kanzlers und Amalaswinthas das Amt des Stadtpräfekten von Rom, das er durch die Aushebung eigener Truppen und die Renovierung der Mauern dazu benutzt, die Unabhängigkeit der Stadt gegenüber dem Gotenreich zu stärken.

### Zweites Buch: Athalarich
Jedoch wird nach dem Tode Theoderichs dessen junger Enkel Athalarich, der an Herzproblemen leidet, König. Es gelingt der Gotenpartei, ihn für sich zu gewinnen. Zwar übernimmt aufgrund seines jungen Alters zunächst seine Mutter Amalaswintha die Herrschaft, doch wendet sich Athalarich bald gegen seine Mutter und will das Gotenreich selbst regieren. Somit ist Cethegus zunehmend mit dem Widerstand des Königs konfrontiert. Um diesen aus dem Weg zu räumen, fädelt Cethegus eine Liebesaffäre mit einer Römerin ein, deren Mutter er einen vermeintlichen Liebestrank überreicht, der in Wahrheit giftig ist. Als diese ihn bei Athalarich anwendet, stirbt der junge König. So wird die Königsmutter und Prinzregentin Amalaswintha zur Königin, was einen schweren Rückschlag für die Gotenpartei und eine Stärkung der Position des Cethegus bedeutet.

### Drittes Buch: Amalaswintha
Um seine Macht über die Königin zu stärken, will Cethegus sie von Ravenna nach Rom ziehen. Nur wenige Tage später treffen aber die Gotenherzöge Thulun, Ibba und Pitza ein, die der junge König noch vor seinem Tod nach Ravenna gerufen hatte und der Königin einen Vertrag abringen, der ihre Position schwächt und dem sie nur wegen ihrer bereits zu diesem Zeitpunkt geplanten Flucht nach Konstantinopel zustimmt. Dies wird jedoch durch das Einschreiten Totilas vereitelt. Cethegus überzeugt die Königin nun, die durch den Vertrag gestärkten Gotenherzöge ermorden zu lassen, was auch gelingt. Er verlässt die Königin aber in dieser schweren Stunde.
Zur selben Zeit beratschlagt der oströmische Kaiser Justinian, in den Amalaswintha nach dem Tod seines Vorgängers Justinus ihre Hoffnungen setzt, mit seinen Feldherrn Belisar und Narses und einigen Rechtsgelehrten über die neue Situation in Italien. Er beschließt, trotz der Bedenken des Narses wegen der ungesicherten Ostgrenze gegenüber den Sassaniden, Belisar mit Truppen nach Italien zu schicken, und betraut Cethegus und Petros damit, die Gotenkönigin für ihn zu gewinnen und in ihrem Reich Zwietracht zu säen, um eine Eroberung zu erleichtern. Er wird in seinem Entschluss von seiner Gattin Theodora unterstützt, die jedoch überdies dem Gesandten Petros heimlich den Auftrag erteilt, Amalaswintha zu töten, da diese eine Konkurrentin werden könnte.

### Viertes Buch: Theodahad
Als Petros mit Cethegus in Ravenna ankommt, legt er der gotischen Königin nahe, zugunsten ihres Vetters Theodahad zurückzutreten, dem letzten männlichen Spross des Geschlechts der Amaler, der jedoch im Volke unbeliebt ist und als egoistisch und feige gilt. Trotzdem befolgt sie den Rat, ermahnt aber ihren Vetter, nicht denselben Fehler wie sie zu begehen und das Volk der Goten an die Oströmer verkaufen zu wollen. Da sich Theodahad aber nicht davon abbringen lässt, flieht sie auf Anraten Cassiodors, um der gotischen Volksversammlung bei Rom von seinem Verrat berichten zu können.
Die Königin flieht in die Villa des ehemaligen Kanzlers, wird hier jedoch von Gothelindis, der Gattin des Theodahad, die das Gut des Kanzlers zuvor gekauft hatte, überrascht und getötet. Als der Tod bekannt wird, kündigt Petros, der Mitwisser des Verbrechens war und den Theodora deshalb später verbannen lässt, im Auftrag des Kaisers die mit Theodahad geschlossenen Vereinbarungen auf und erklärt dem Gotenreich im Namen Justinians den Krieg.
Kurz vor Beginn der Volksversammlung der Goten landet Belisar mit den kaiserlichen Truppen auf Sizilien, doch der König lässt ihn gewähren und schickt die gotischen Streitkräfte stattdessen gen Norden. Doch gelingt es der Gotenpartei um Hildebrand, Gothelindis wegen Mordes zum Tode zu verurteilen und den König wegen Verrates am Volk abzusetzen und für vogelfrei zu erklären. Sie wählen Witichis zum neuen König, da er Gerechtigkeitssinn und Vernunft bewiesen habe.

### Fünftes Buch: Witichis
Wenige Tage später steht Belisar vor Neapel. Die Stadt fällt nach 15 Tagen durch Verrat. Totila entkommt knapp. Da Neapel gefallen ist, vermutet Witichis, dass auch Roms Bewohner wie die der anderen Städte in Süditalien zu Belisar überlaufen werden; er beschließt, Rom preiszugeben, um wenigstens den Norden Italiens halten zu können und um später zurückzukehren und die Stadt wieder zu erobern.
Grund dafür ist einerseits, dass der Großteil der gotischen Truppen an den Grenzen im Norden steht und der König nur 20.000 Mann gegen ein fast 80.000 Mann starkes kaiserliches Heer zur Verfügung hat, und andererseits, dass das Geschlecht der Wölsungen Anspruch auf den Thron erhebt, da es Mataswintha, die Enkelin Theoderichs, gefangen hält. Die Goten ziehen sich nun nach Ravenna zurück, lassen die Stadtrömer aber zuvor noch Treue schwören, ohne jedoch an deren Verlässlichkeit zu glauben. Kaum haben die Goten die Stadt verlassen, fordert der neugewählte Papst Silverius in der Tat die Bürger Roms auf, ihren Eid zu brechen. Er kündigt an, mit einer Gesandtschaft zu Belisar zu reisen, um ihm die Schlüssel der Stadt zu übergeben.
Doch Cethegus, den er anklagen will, kommt ihm zuvor und weist ihm seine Absicht nach, ein Priesterreich zu errichten, worauf Belisar den Bischof von Rom an den Hof von Byzanz schickt, der über ihn und seine Gesandtschaft richten soll. Aber dem Stadtpräfekten von Rom gelingt es, auch den Feldherrn dazu zu bringen, nur unter seinen Bedingungen in Rom einzuziehen. Das verschafft Cethegus einen bedeutenden strategischen Vorteil. Zur gleichen Zeit liegen sowohl die Wölsungen als auch Witichis vor Ravenna, um Einlass zu erhalten und somit die wichtigste Feste der Goten und damit den Königstitel in Händen zu halten. Doch die Ravennaten weigern sich, ihnen den Eintritt zu gewähren, denn sie erkennen nur Mataswintha als ihre Königin an, da sie den Amalern die Treue geschworen haben. Darum verlangt Hildebrand vom König, er solle seine Frau Rauthgundis aufgeben und dafür die Enkelin Theoderichs heiraten. Erst nach langen Unterredungen und dem Zuspruch seiner Frau erklärt sich Witichis schweren Herzens einverstanden. Durch die Heirat des Königs mit der ihn von Kind auf verehrenden und liebenden Amelungentochter gelingt es den Goten, sich wieder zu vereinigen.
Da der König aber in der Hochzeitsnacht Mataswintha erklärt, dass er sie niemals lieben könne, schwört die tief verletzte Frau, ihm und dem Gotenreich das Verderben zu bringen. Kurz darauf rüsten sich die Goten zum Aufbruch nach Rom. Vor Rom stellt sich ihnen Belisar zur Schlacht, den sie jedoch überlegen besiegen. Belisar muss in die Stadt flüchten, die die Goten nun lange belagern, da jegliche Versuche, sie zu erstürmen, von Anfang an durch den Verrat der Königin zum Scheitern verurteilt sind. Diese trifft sich allabendlich mit Cethegus, um ihm die gotischen Pläne für den nächsten Tag zu verraten. Als Witichis in einem Großangriff versucht, die Stadt zu nehmen, gelingt ihm dies beinahe, doch scheitert er, als sich ihm Cethegus in den Weg stellt. Nach über einem Jahr der Belagerung verzeichnen die Goten eine traurige Bilanz, denn drei Viertel der Kämpfer sind durch Hunger, Kampf oder Seuchen umgekommen. Zudem ist Witichis gezwungen, sich nach Ravenna zurückzuziehen, da der blutige Johannes, ein Gegenfeldherr, nach einem Ausfall mit acht Tausendschaften nach Ravenna marschiert.
Es gelingt dem König, die Stadt vor Johannes zu erreichen, doch wird er nun von Belisar und Cethegus dort eingeschlossen. Jetzt fallen sämtliche gotischen Bastionen außerhalb Ravennas, und auch der fränkische Verbündete lässt ihn im Stich. Von Selbstzweifeln geplagt, bietet Witichis Belisar nun an, an seiner statt die Krone zu tragen. Dieser nimmt dies auf Anraten des Cethegus auch zum Schein an. Aber als Witichis, wie von dem Feldherrn gefordert, den Großteil seiner Truppen aus der Stadt führt und den Oströmern die Stadt öffnet, wird er gefangen genommen und in den Kerker geworfen. Belisar lässt das Banner Justinians über dem Palast hissen. Nun versucht Witichis’ (ehemalige) Frau Rauthgundis, ihn zu retten, aber die beiden werden, nachdem ihnen die Flucht aus der Stadt zunächst gelungen ist, ermordet.
Im Gegensatz zu den meisten anderen Erzählsträngen weicht Dahn bei der Beschreibung des Endes des Königs Witichis von der historischen Quellenlage ab. Der historische Witichis starb keineswegs als Märtyrer für die Sache der Goten, sondern verbrachte seinen Lebensabend als Günstling Justinians I. in Konstantinopel. Historiker sehen darin das Bemühen Dahns, das von ihm favorisierte Konzept des „Volkskönigs“, das er in Witichis verwirklicht sah, nicht mit dem Makel eines Verrats zu behaften.

### Sechstes Buch: Totila
Nachdem die Nachricht vom hinterhältigen Mord an Witichis und auch an Hildebad, dem Bruder Totilas, nach Tarvisium gelangt sind, wählen die verbliebenen Anführer der Goten Totila zu ihrem König. Dem jungen König gelingt es in den folgenden Monaten, Ravenna und Rom einzuschließen und beinahe ganz Norditalien friedlich zurückzugewinnen. Außerdem öffnen ihm die durch die harte Steuerpolitik Ostroms enttäuschten Städte Süditaliens und die wichtige Seefestung Neapel ihre Tore. Als Belisar erneut versucht, in Italien einzudringen, bereitet ihm Totila eine schwere Niederlage, da der Feldherr seinen Feldzug nur aus eigenen Mitteln finanziert hat. Nach mehreren Wochen der Belagerung gelingt es Totila, die ausgehungerte Bevölkerung Roms dazu zu bewegen, die Tore der Stadt zu öffnen. Er verspricht ihnen, die Milde, für die er bekannt ist, auch in Rom walten zu lassen. Nur Cethegus weigert sich, sein Rom aufzugeben, und besetzt mit den von ihm bezahlten Söldnern und ihm noch treu ergebenen Römern das Kapitol. Jedoch gelingt es den Goten, die noch nicht eroberten Teile der Stadt alsbald zu nehmen.
Cethegus muss schwer verletzt fliehen, und Totila wird in Rom als Befreier gefeiert. Sofort schickt der König eine Gesandtschaft, deren Teilnehmer der ehemalige Kanzler Cassiodor und der römische beste Freund Totilas, Julius Montanus, sind, nach Konstantinopel, um Frieden zu erbitten. Doch auf Betreiben des Stadtpräfekten und der Kaiserin Theodora lehnt Justinian das Ansinnen in der Absicht ab, die Goten erneut zu überfallen, sobald wieder genug Gelder für einen Feldzug vorhanden sind. Die Reaktion der Goten ist jedoch ein Angriff über See auf Byzanz.
Als die gotischen Truppen bereits kurz vor Konstantinopel stehen, bietet Totila noch einmal den Frieden an. Der Kaiser erbittet sich jedoch Bedenkzeit in Form eines sechs Monate langen Waffenstillstandes. Insgeheim plant die Regierung in Byzanz allerdings einen neuen Krieg gegen die Goten. Dieser beginnt kurz nach der Verlobung Totilas mit Valeria, bei der alte Verbündete aus dem Nordland ihre Waffenhilfe gegen Byzanz anbieten, als Cethegus als neuer magister militum per Italiam die unbemannte gotische Flotte im Hafen von Ancona vernichtet. Aber kurz nach Beginn des Feldzuges tötet sich Theodora selbst, und Narses, der alle Goten, die in seine Fänge geraten, als Sklaven nach Byzanz schicken oder sie töten soll, wird zum Oberbefehlshaber des Feldzuges ernannt. Er führt ein Heer von 120.000 Soldaten mit sich. Unter diesen sind auch Langobarden.
Totila stellt sich dem Heer des Kaisers vor Taginae und Caprae und hofft, die Reiterei des Feindes durch eine List zwischen den beiden Städten einzuschließen. Doch ist er, wenn die List gelingen soll, auf den korsischen Kampfgefährten Furius Ahalla angewiesen, dessen Loyalität er sich nicht sicher ist. Und tatsächlich, als er die langobardische Reiterei (ca. 20.000 Mann) zwischen die Städte lockt, fallen die persischen Söldner des Kampfgefährten nicht über die Langobarden des Feindes, sondern über die Goten her. Bei diesem Kampf bei den Busta Gallorum wird der König verletzt und muss fliehen. Aber es gelingt Ahalla, der wegen der enttäuschten Liebe zu Valeria auf Rache sinnt, den schwer verwundeten Totila einzuholen. Sie stürmen aufeinander zu und sterben beide.

### Siebtes Buch: Teja
Die Goten wählen nunmehr Teja zum König. Er beschließt den Rückzug, um dem Feind, der es auf ihre Auslöschung abgesehen hat, noch so lange wie möglich Widerstand zu leisten. Er führt sein Volk nach Neapel an den Vesuv. Verborgen hinter einem Engpass, aber auf die Dauer ohne Nahrung, hoffen die Goten darauf, die oströmischen Feinde eine Zeitlang abzuwehren zu können, doch ist der Untergang nur noch eine Frage der Zeit. Die Byzantiner und ihre germanischen Hilfstruppen schließen die Goten zuletzt ein und belagern den Engpass für mehrere Monate.
Auch für Cethegus wird die Lage im Hinblick auf sein großes Ziel, die Herrschaft über Rom zu erlangen, hoffnungslos, nachdem er von Narses, der jetzt Präfekt von Rom ist, und Justinian überlistet wurde. Um sein Lebenswerk betrogen, beschließt er, bei der bevorstehenden Endschlacht den Tod im Kampf zu suchen.
Es folgt der letzte Waffengang der Ostgoten in Italien. Bei Dahn findet die Schlacht, historisch nicht ganz korrekt, unmittelbar an den Hängen des Vesuvs statt. Bei der Darstellung ihres Verlaufs lehnt er sich an den ausführlichen Bericht des Prokopius an und zitiert teils wörtlich daraus.
Die Goten kämpfen ohne Hoffnung auf Rettung mit dem Mut der Verzweiflung gegen die Byzantiner und ihre Verbündeten. Besondere Bewunderung bei Freund und Feind erregt König Teja, der acht Stunden lang einen Engpass gegen die Feinde allein verteidigt und ihnen dabei große Verluste zufügt. Schließlich jedoch stürmt Cethegus mit seinem Speer auf Teja los, und ohne noch weiter an Abwehrmaßnahmen zu denken, töten sich die beiden Erzfeinde gegenseitig. Mit Tejas Tod ist die Schlacht zugunsten der Byzantiner entschieden, aber noch nicht zu Ende.
Während der Engpass weiter von Tejas Freund Adalgoth verteidigt wird, naht auf dem Meer die verschollen geglaubte Flotte der mit den Goten verbrüderten Wikinger unter ihrem Jarl Harald, die zuvor die byzantinische Flotte im Hafen von Brundisium vernichtet hatte. Harald schickt Unterhändler zu Narses, um über das weitere Schicksal der Goten zu verhandeln. Mit ihrer Drohung, die in Brundisium gefangenen Byzantiner zu töten und dann notfalls gemeinsam mit den Goten unterzugehen, erreichen sie, dass Narses den übriggebliebenen Goten freien Abzug nach „Thuleland“ gewährt. Beim Vorbeimarsch der gotischen Krieger an seiner Sänfte bezeugt Narses ihnen seine Hochachtung und bezeichnet Teja als „den größten Helden aller Zeiten“, dem er den ihm selbst für seinen Sieg gewidmeten Lorbeerkranz auf die Stirn drückt.

## Künstlerische Rezeption
Der Maler und Bildhauer Hanns Anker illustrierte den Roman mit mehr als 100 Steinzeichnungen. Im Folgenden eine Auswahl:

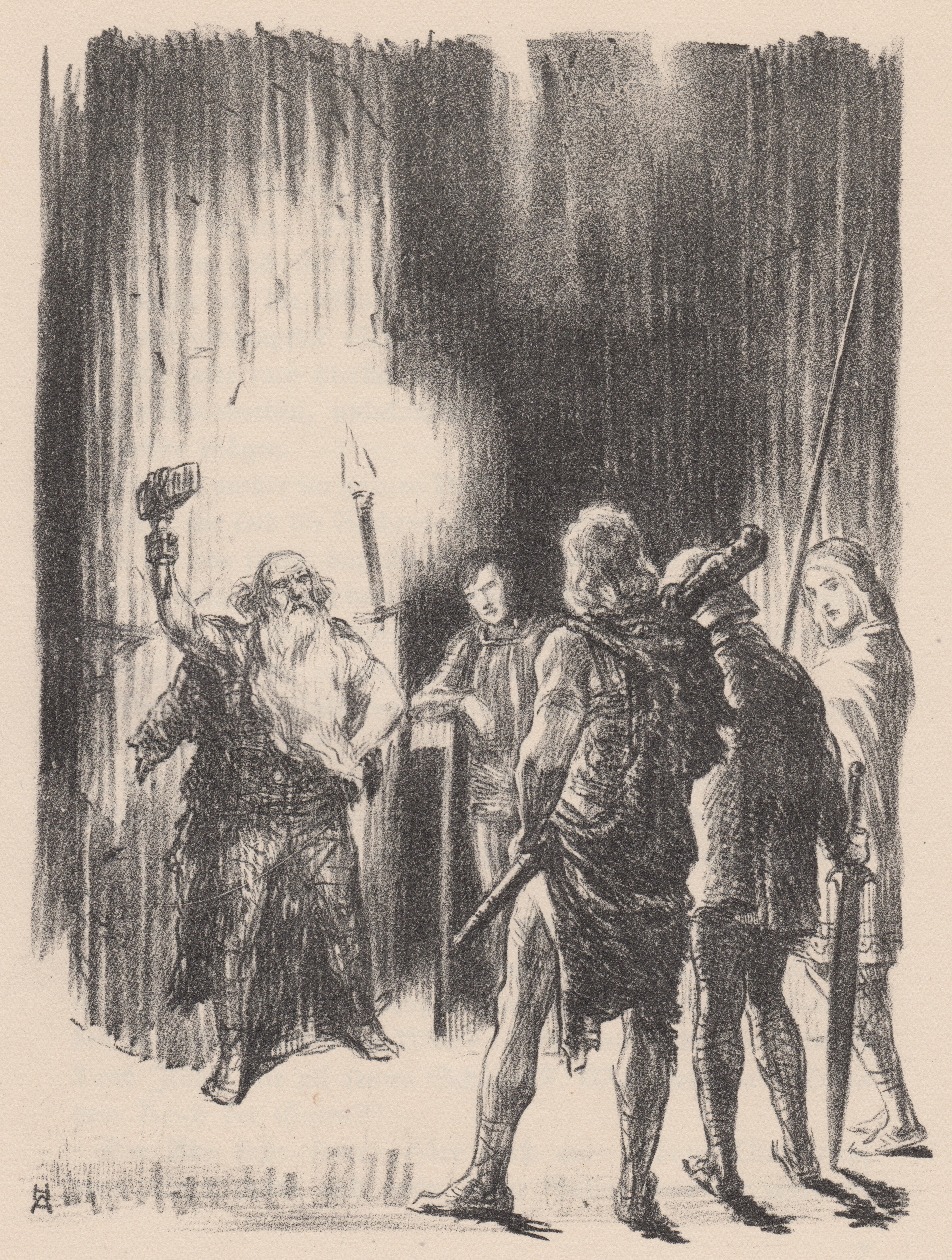
Kriegsrat der gotischen Fürsten Hildebrand, Hildebad, Witichis, Totila und Teja (1. Buch)
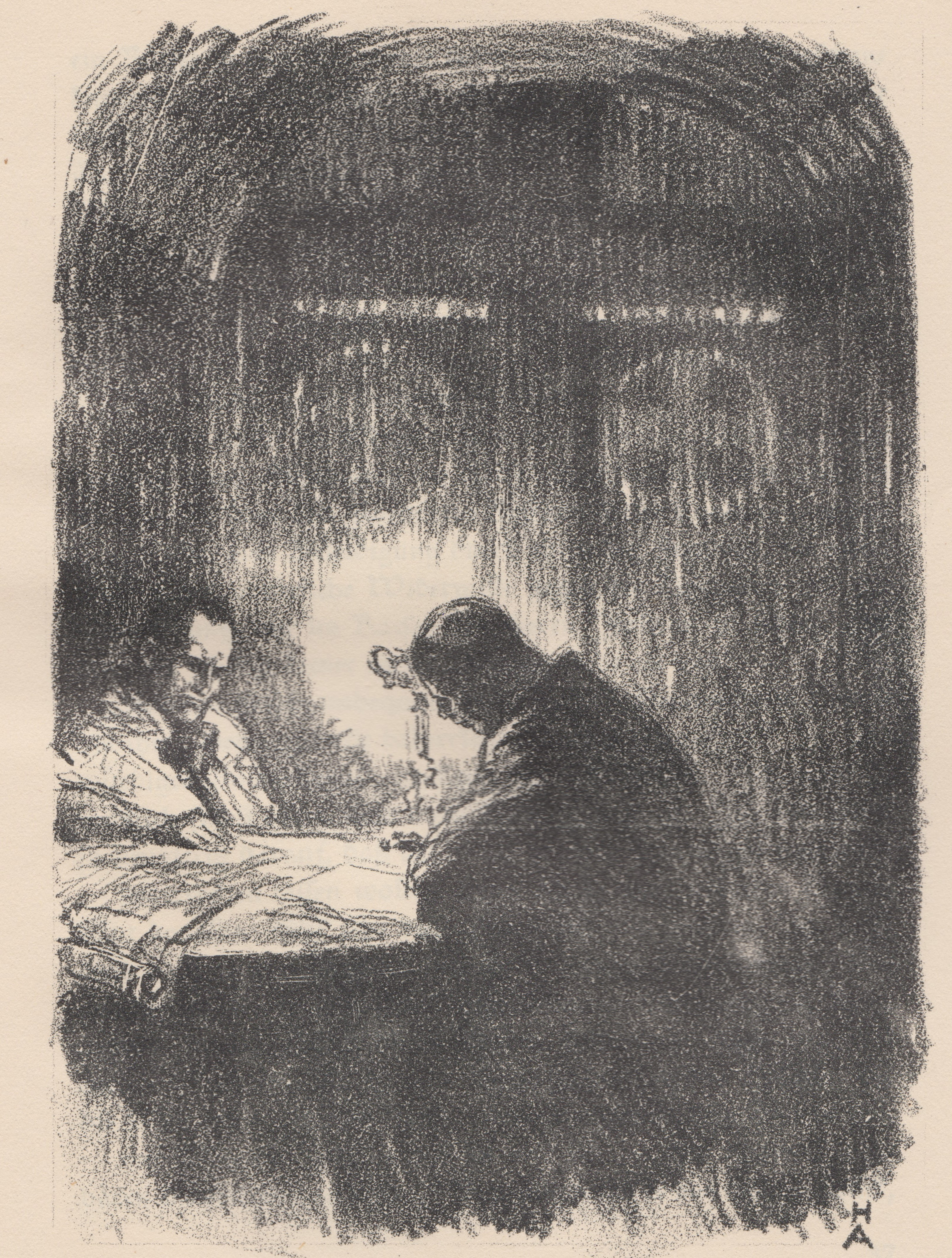
Cethegus und der Mönch Silverius (1. Buch)
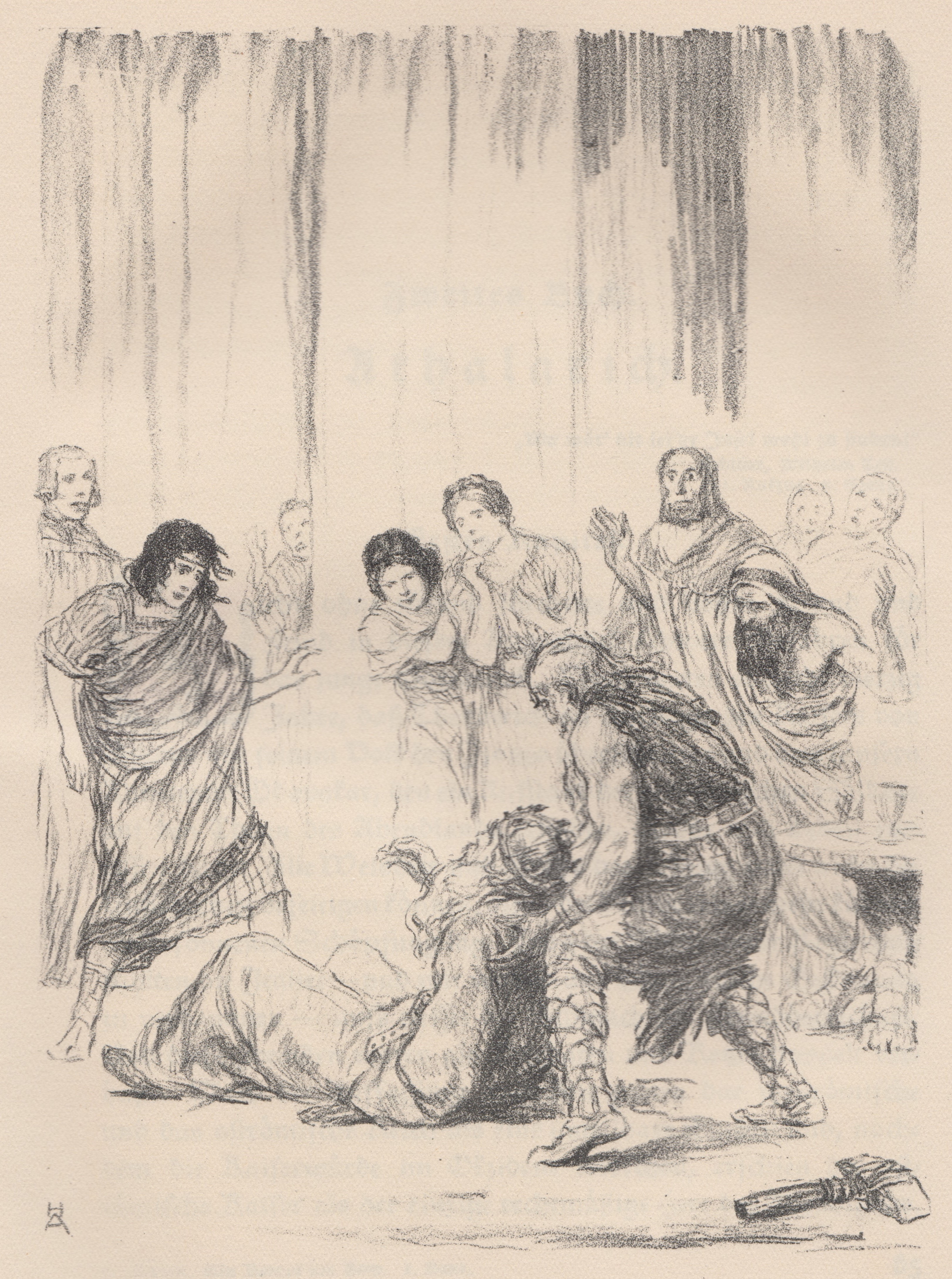
Der Tod Theoderichs des Großen. Hildebrand stützt dem Dahinsinkenden den Kopf, von links eilt Athalarich herbei (1. Buch)
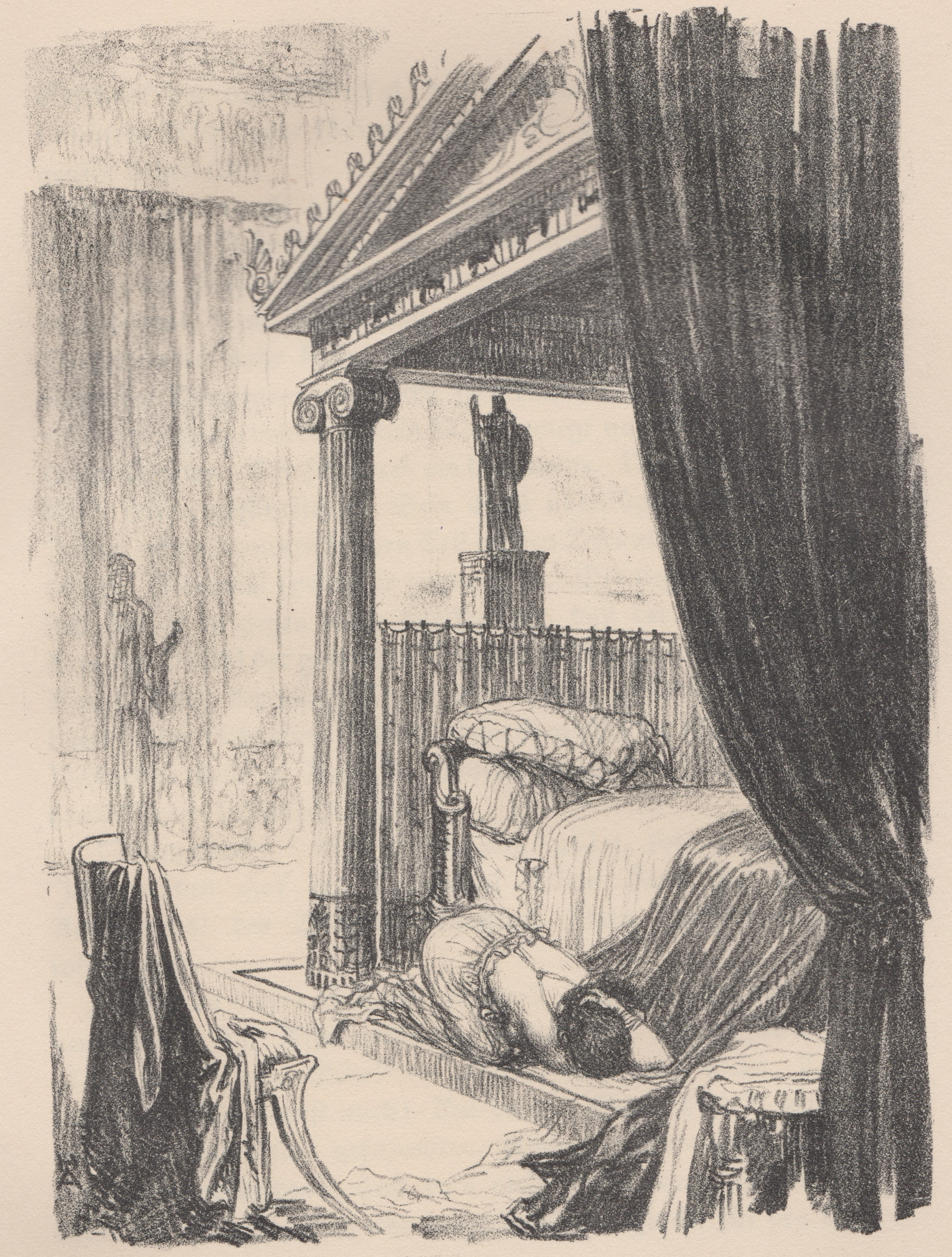
Die zwischen Hass auf die gotischen Feinde und Liebe zu ihrem König Athalarich hin- und hergerissene Römerin Kamilla (2. Buch)
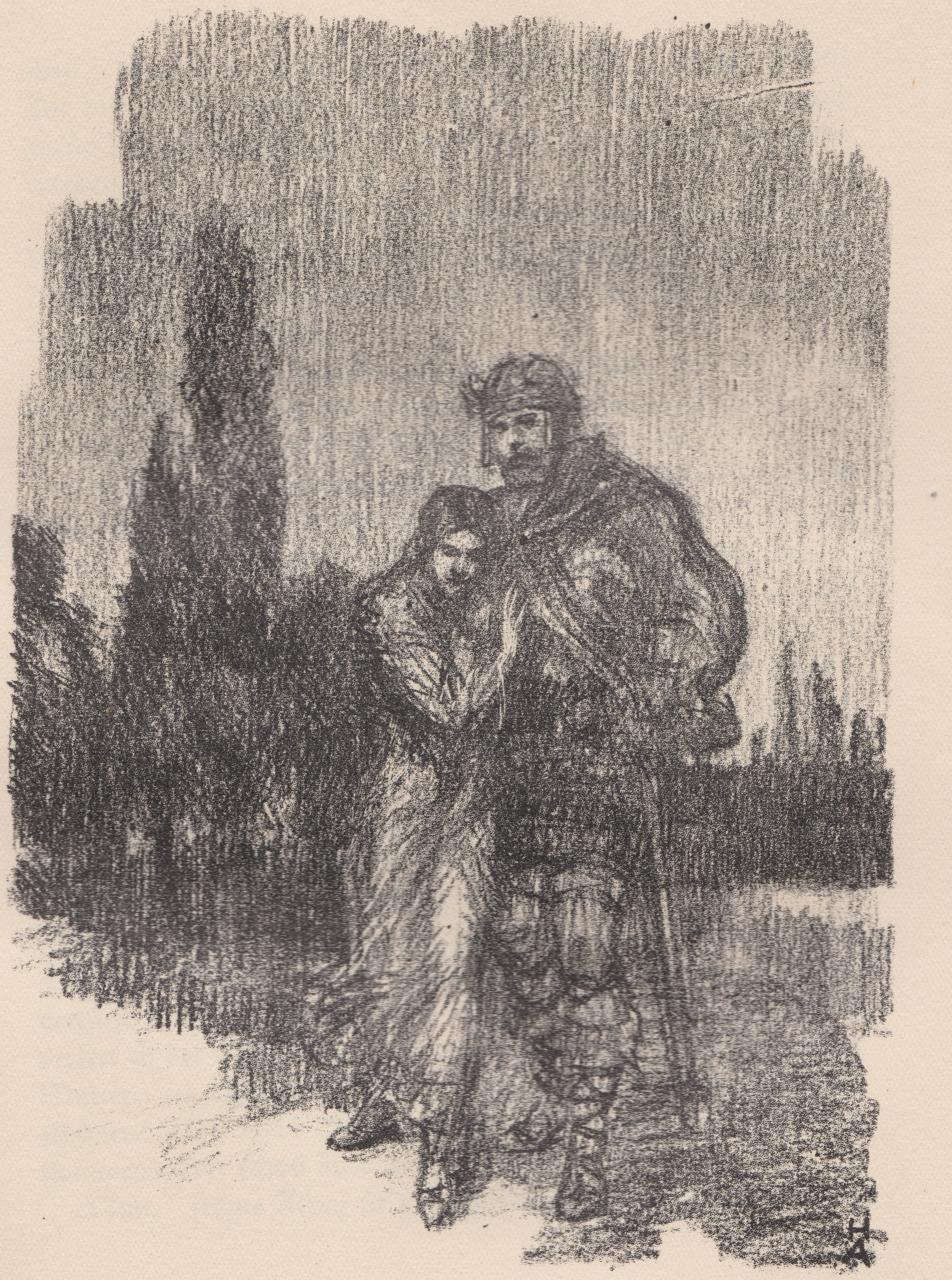
Die um ihre Mutter trauernde Mataswintha wird von Athalarich getröstet (2. Buch)
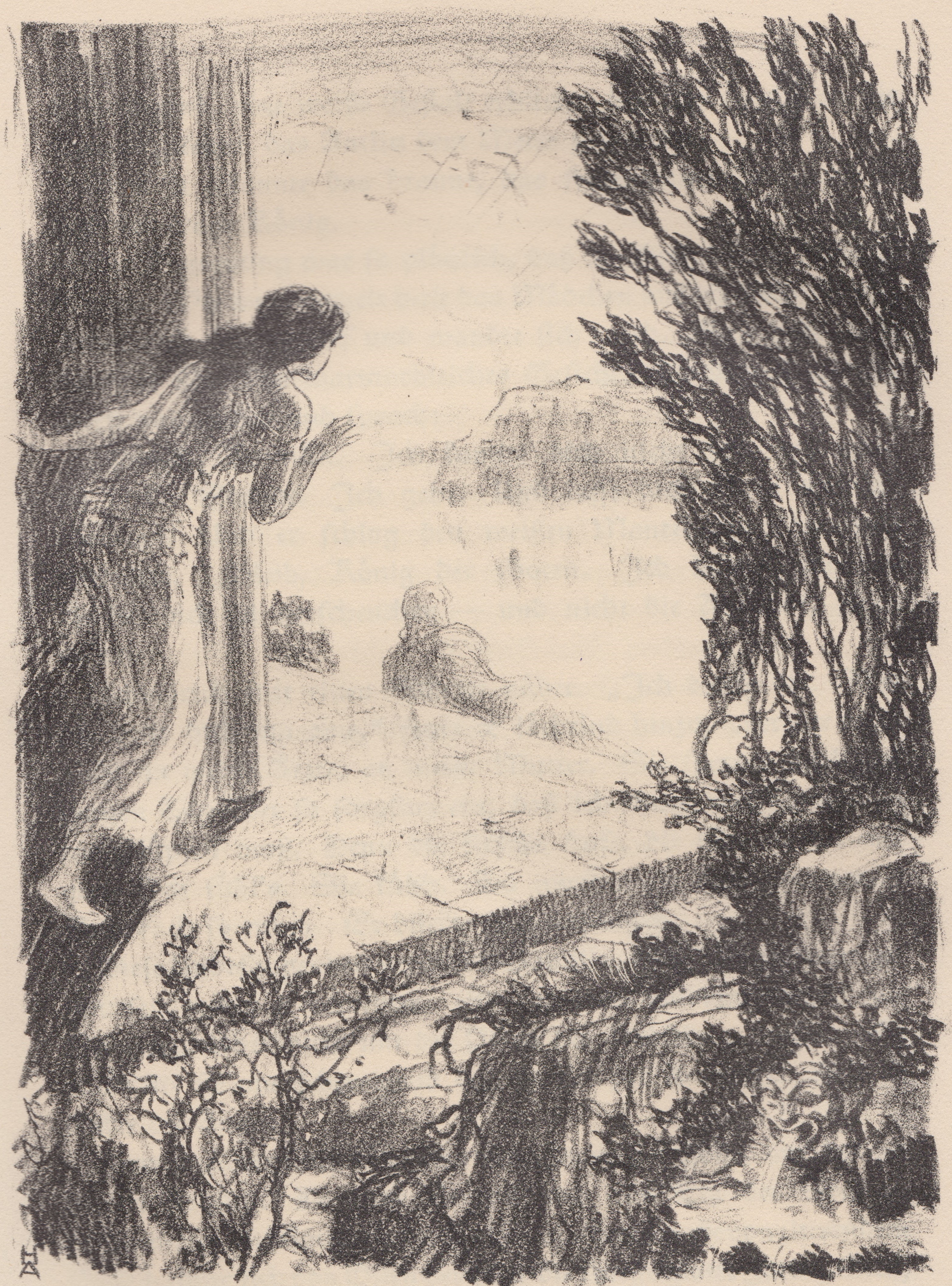
Kamilla hält Ausschau nach ihrem Geliebten Athalarich (2. Buch)
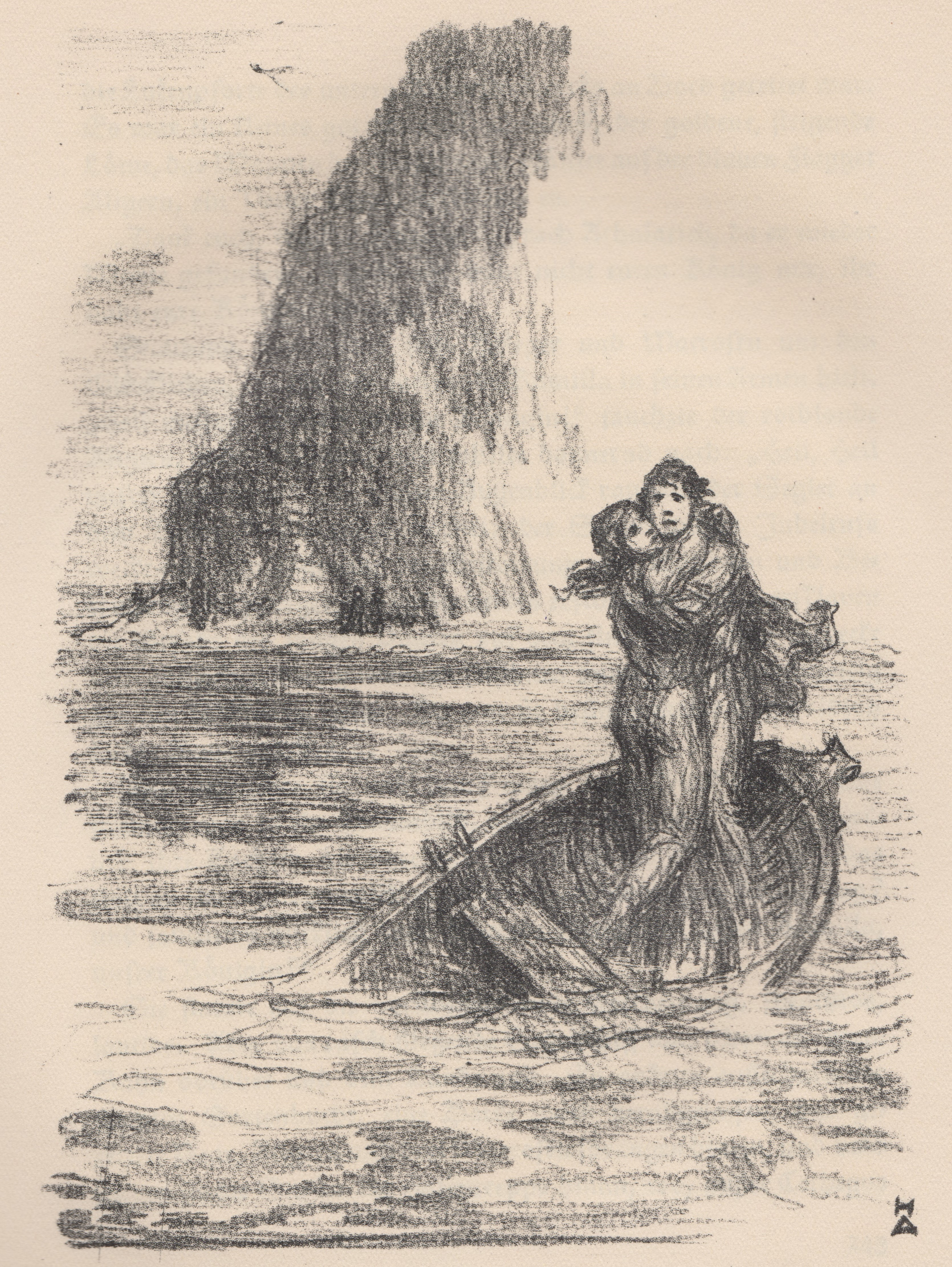
Athalarich und Kamilla als Schiffbrüchige, kurz bevor sie doch noch von einem gotischen Schiff gerettet werden (2. Buch)
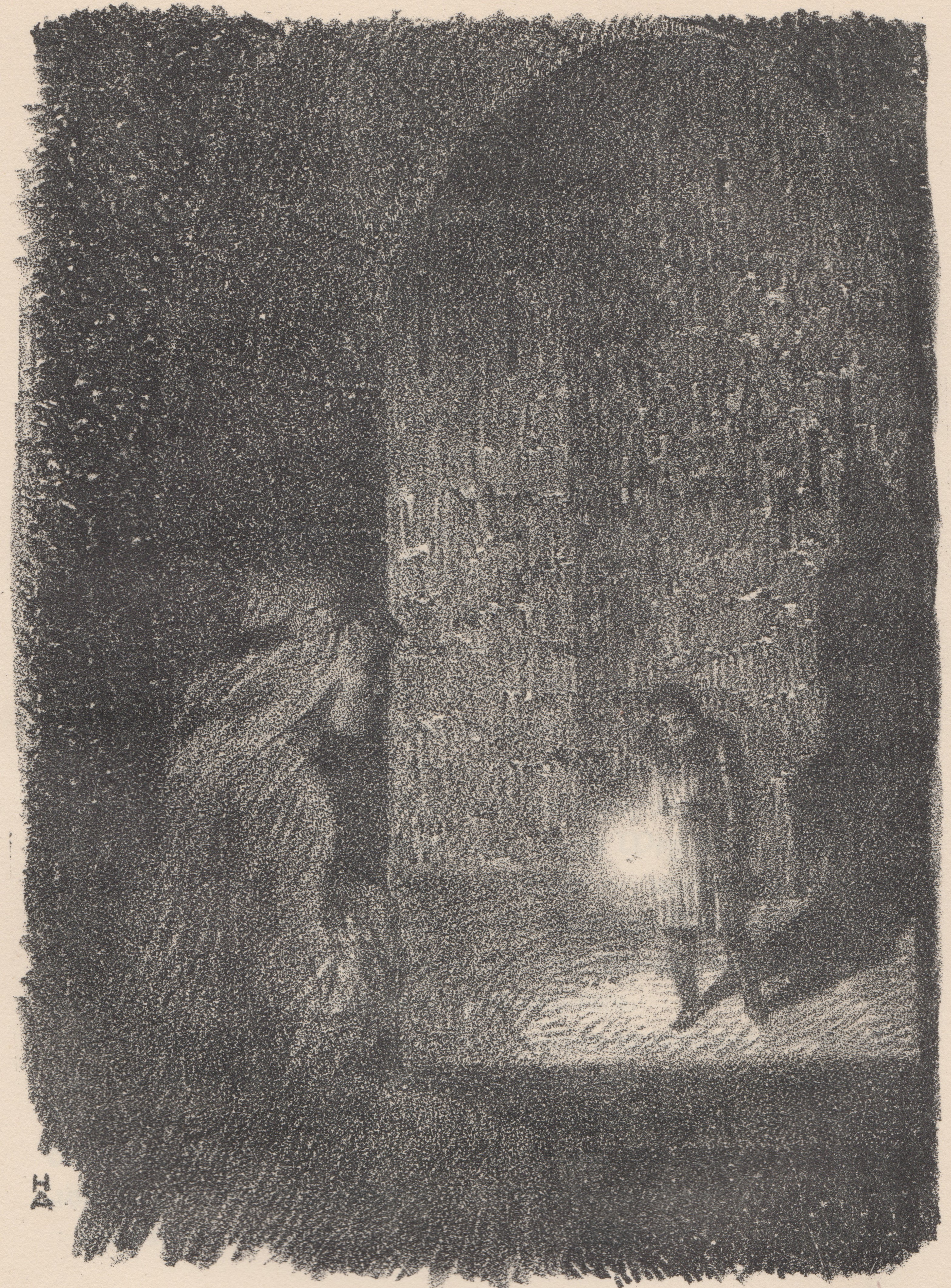
Rauthgundis wacht zu nächtlicher Stunde am Kerker ihres Mannes Witichis. Im Hintergrund der Kerkerwärter (2. Buch)
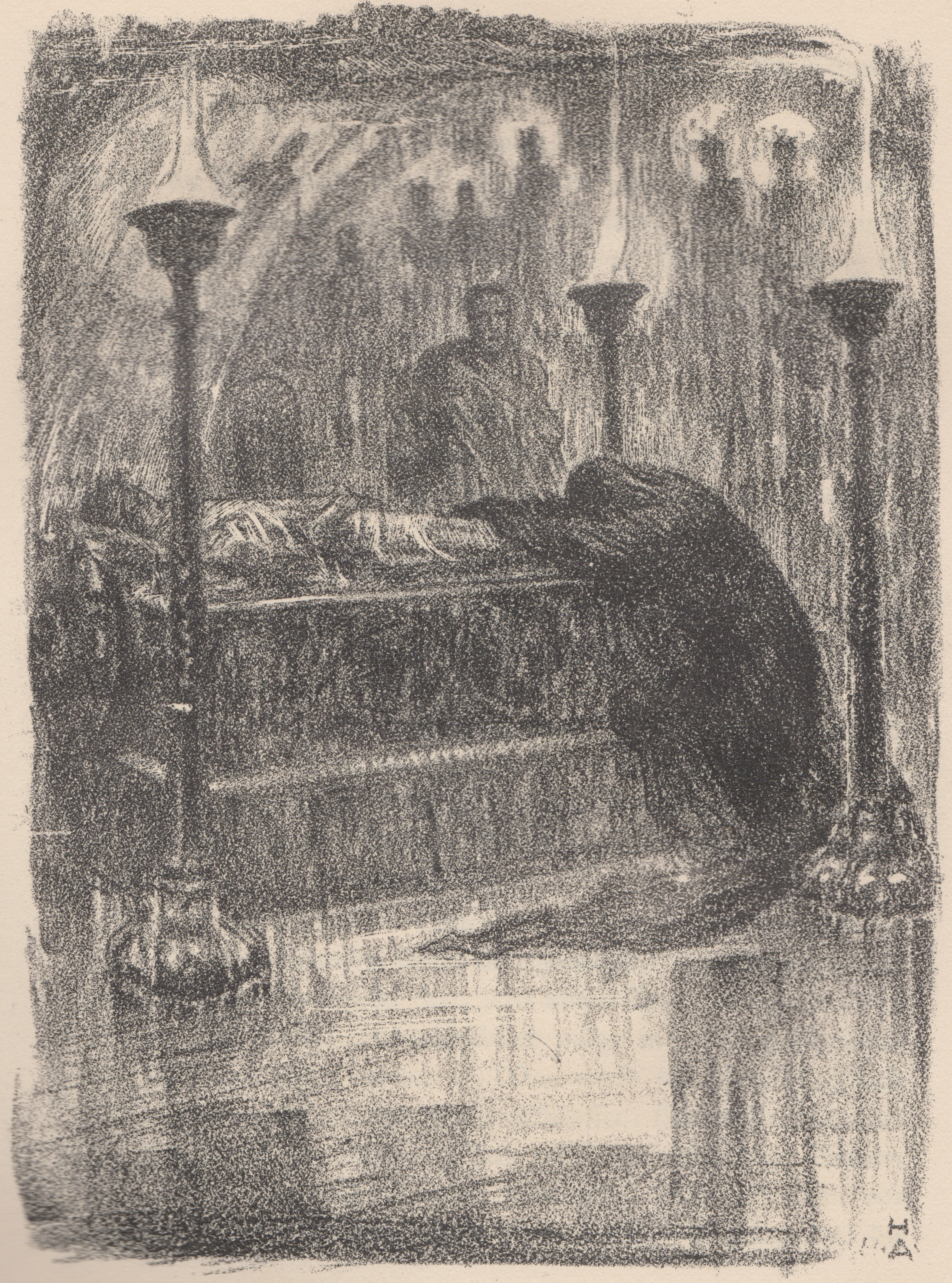
Amalaswintha am Sarg ihres ermordeten Sohnes Athalarich. Im Hintergrund der Drahtzieher des Mordes, Cethegus (3. Buch)
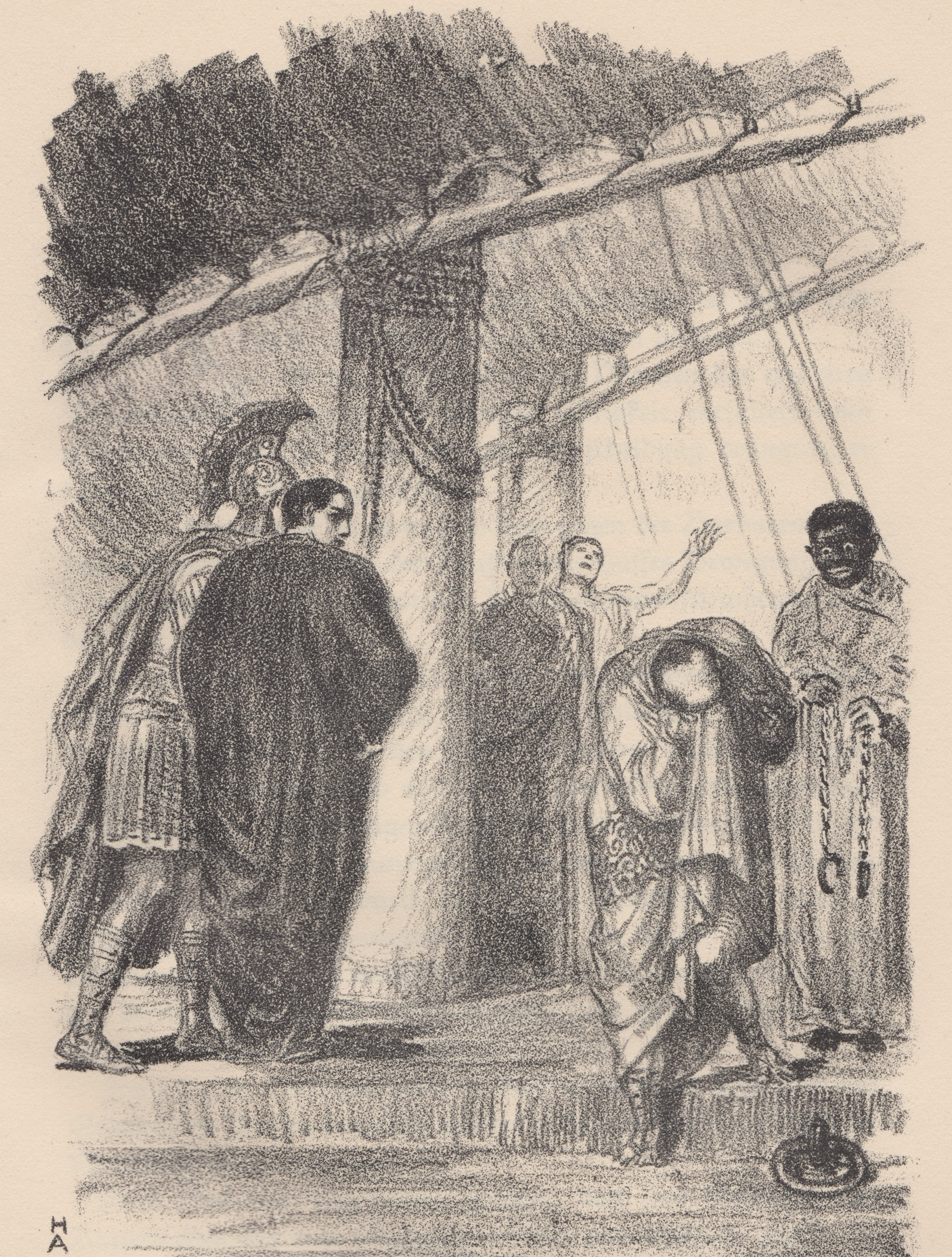
Der Intrigant und Betrüger Petros erfährt von seiner Verurteilung zur Zwangsarbeit durch die byzantinische Kaiserin (4. Buch)
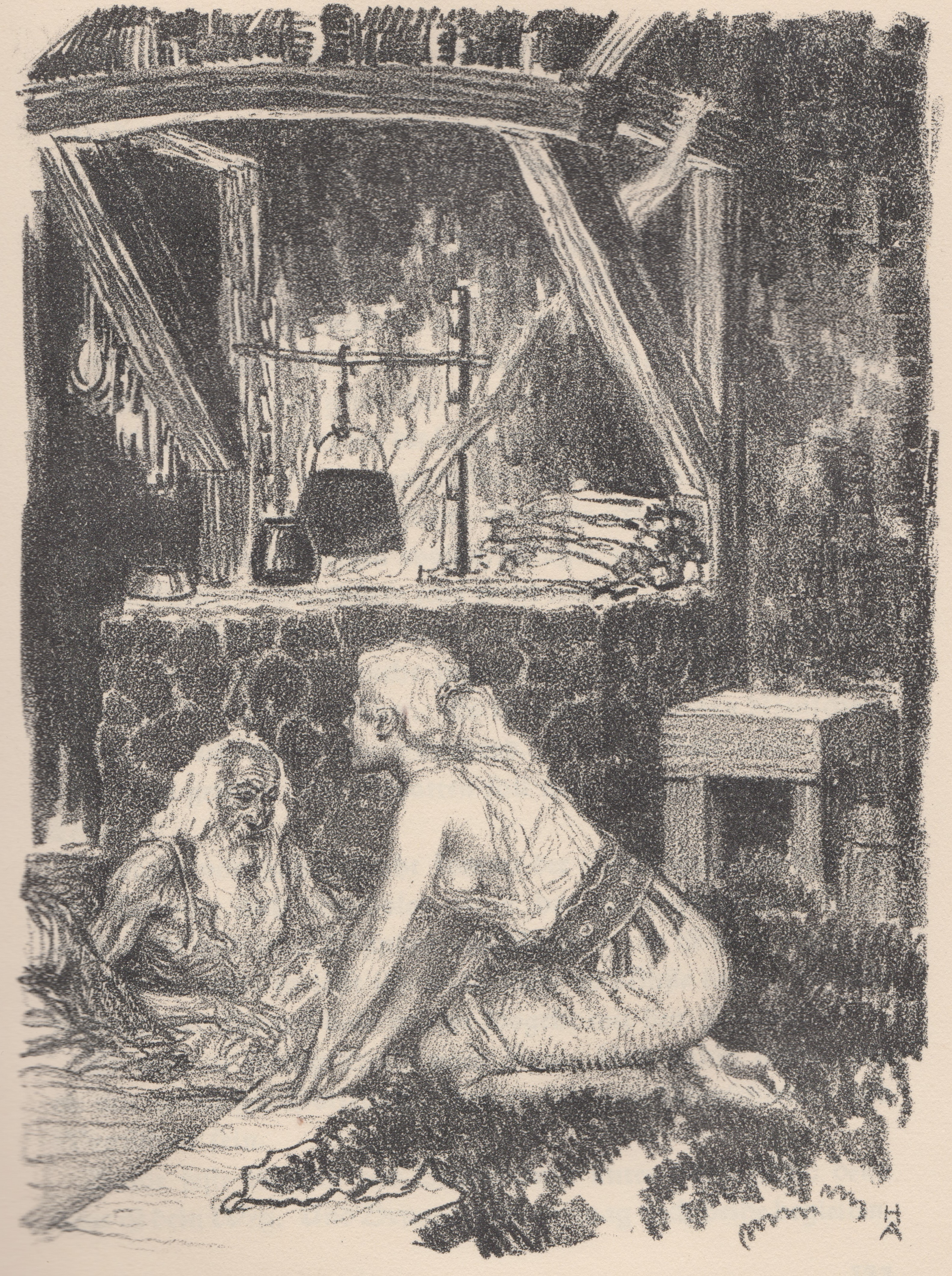
Der treue jüdische Turmwärter Isak mit seiner Tochter Miriam (5. Buch)
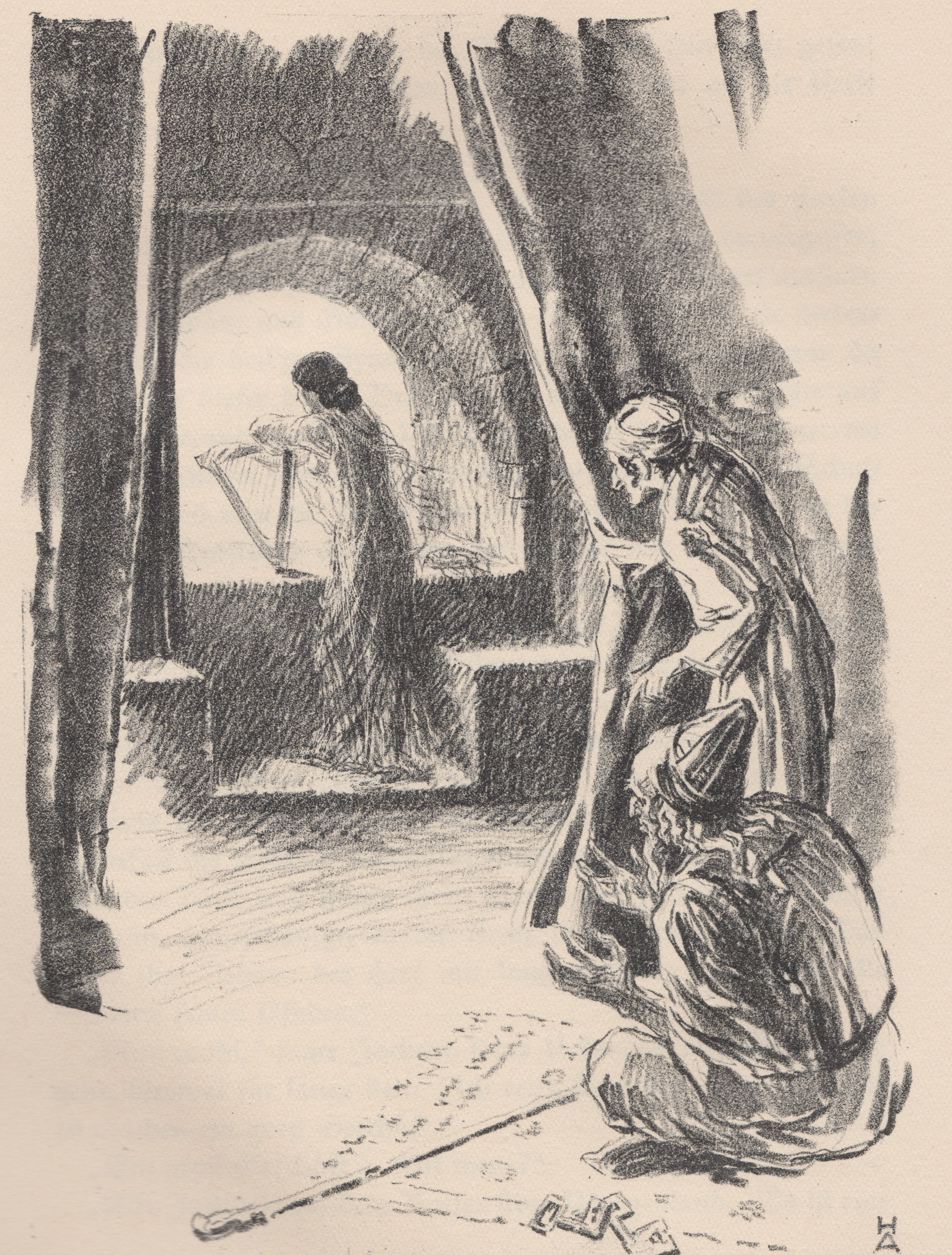
Miriam singt ein sehnsüchtiges Lied von Zion, während sie vergeblich von dem späteren Verräter Jochem umworben wird. Im Vordergrund ihr Vater Isak (5. Buch)
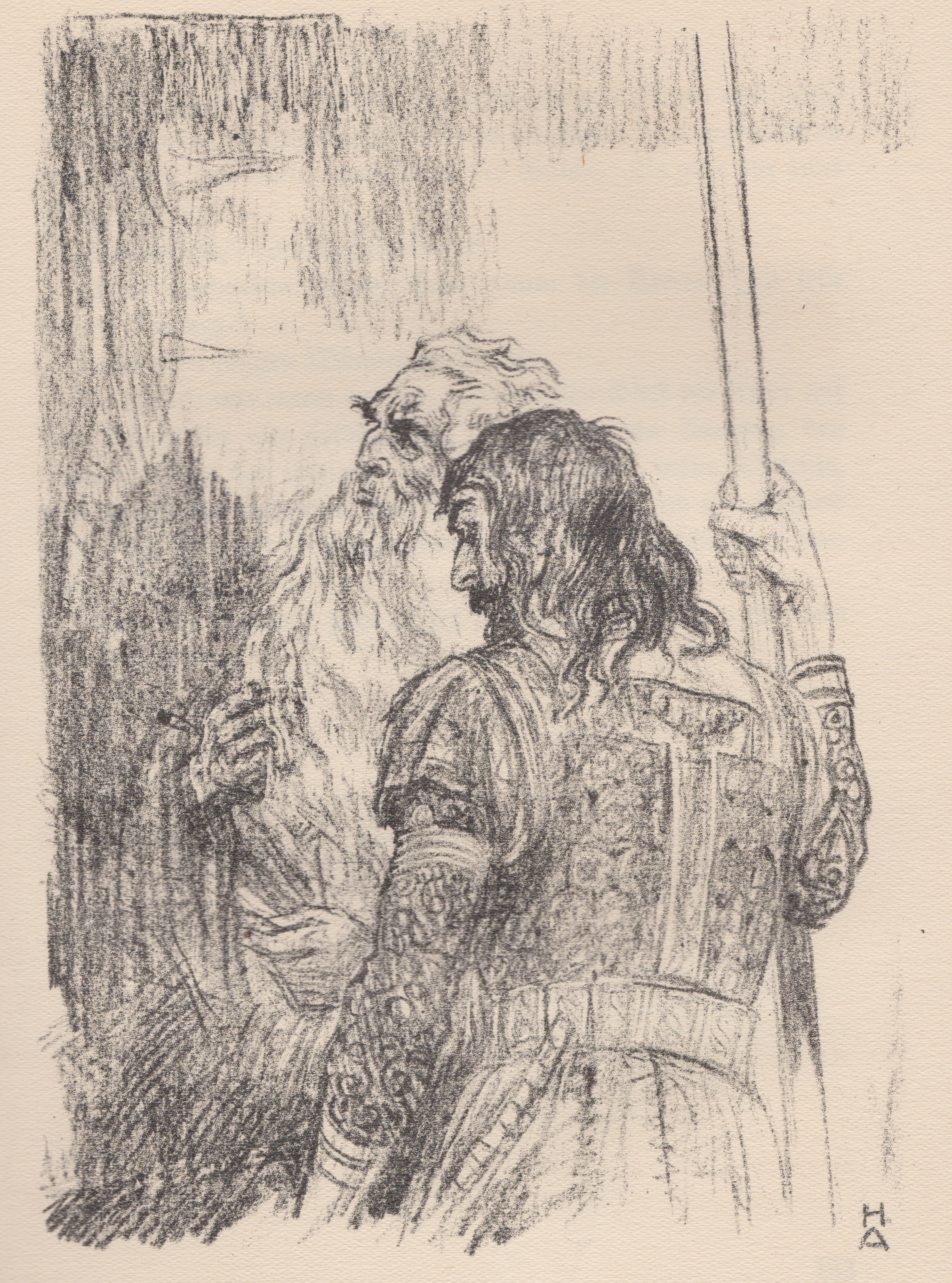
Teja und Hildebad (5. Buch)
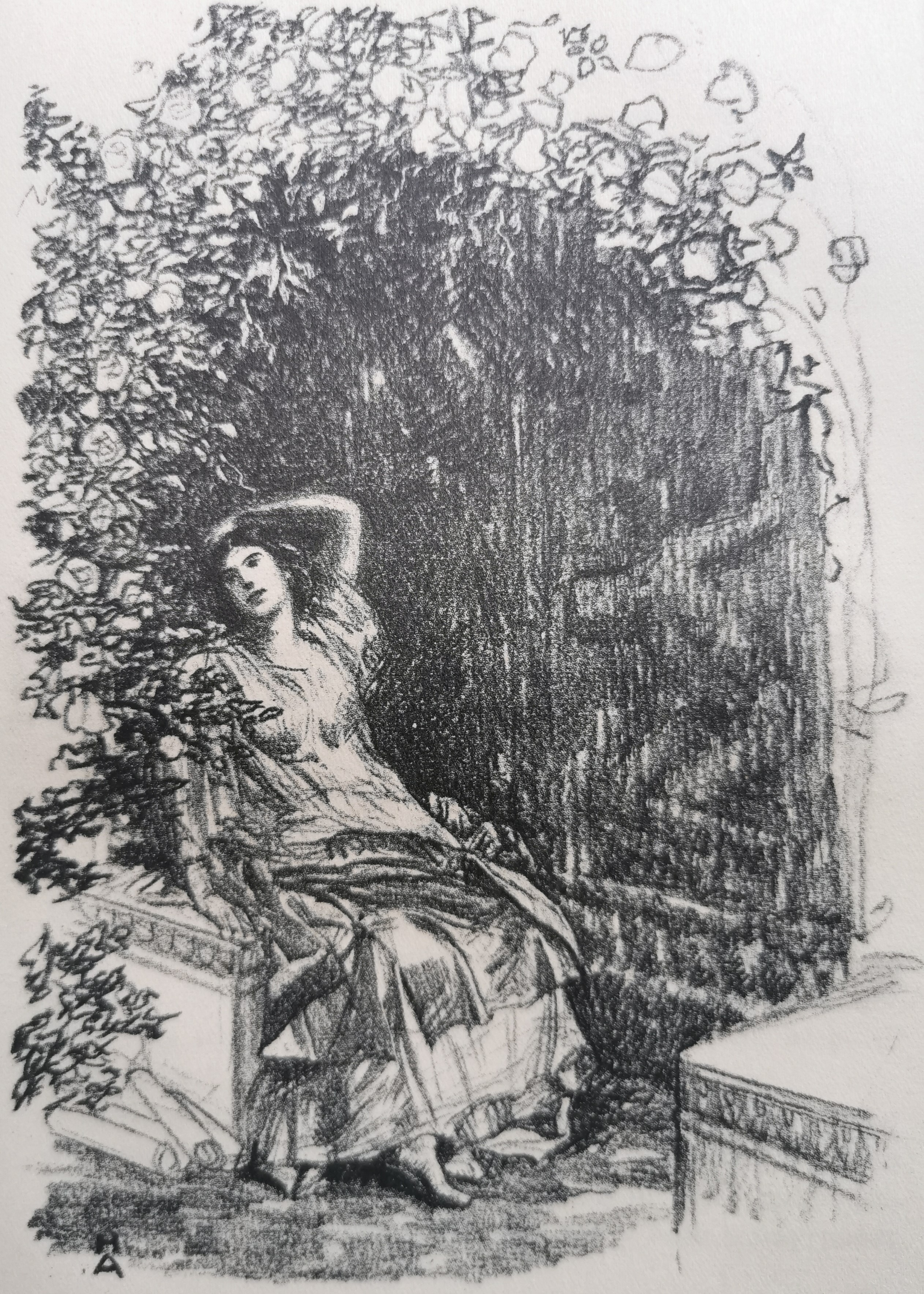
Valeria, Totilas römische Geliebte, in ihrem Garten (5. Buch)
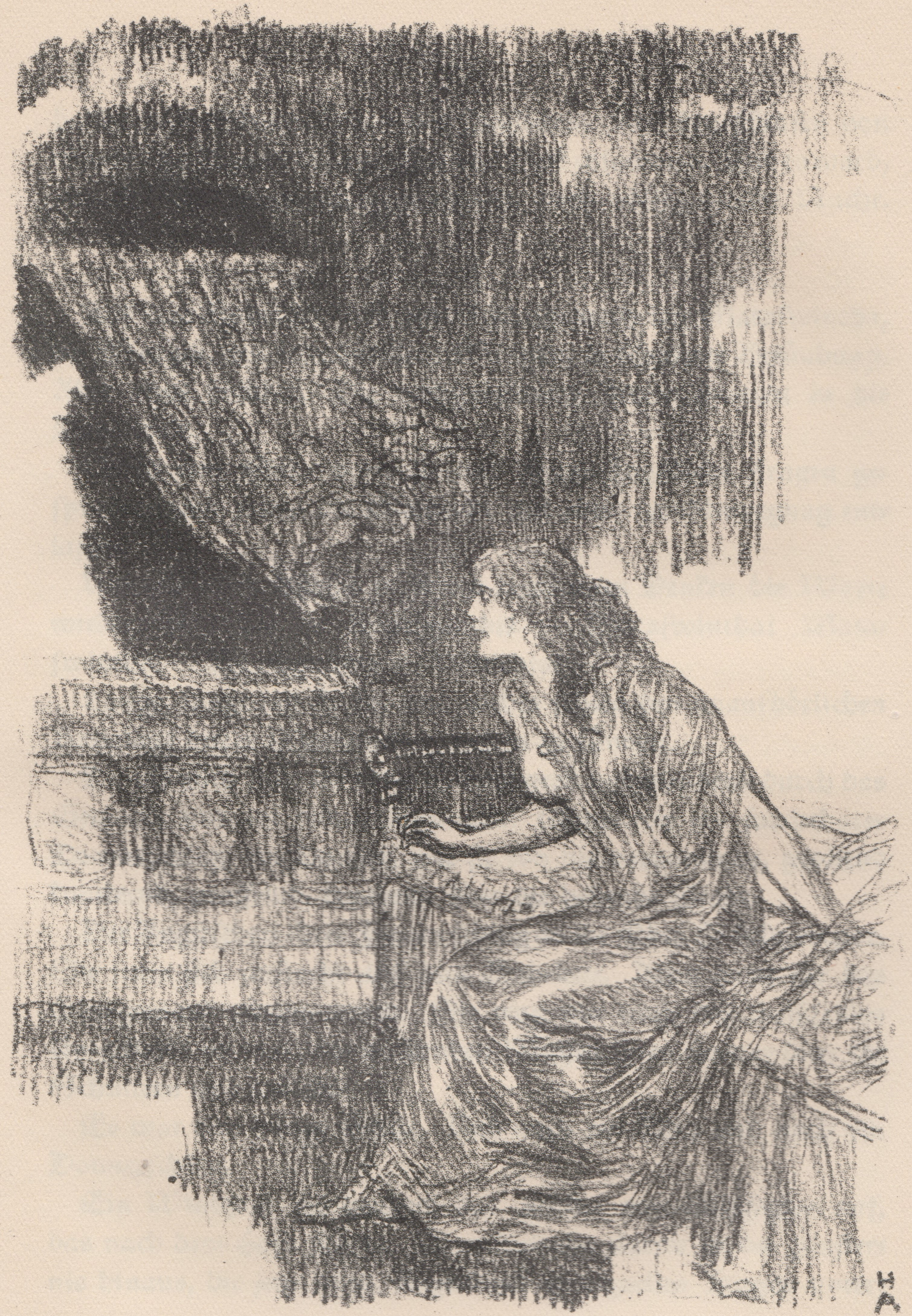
Mataswintha (5. Buch)
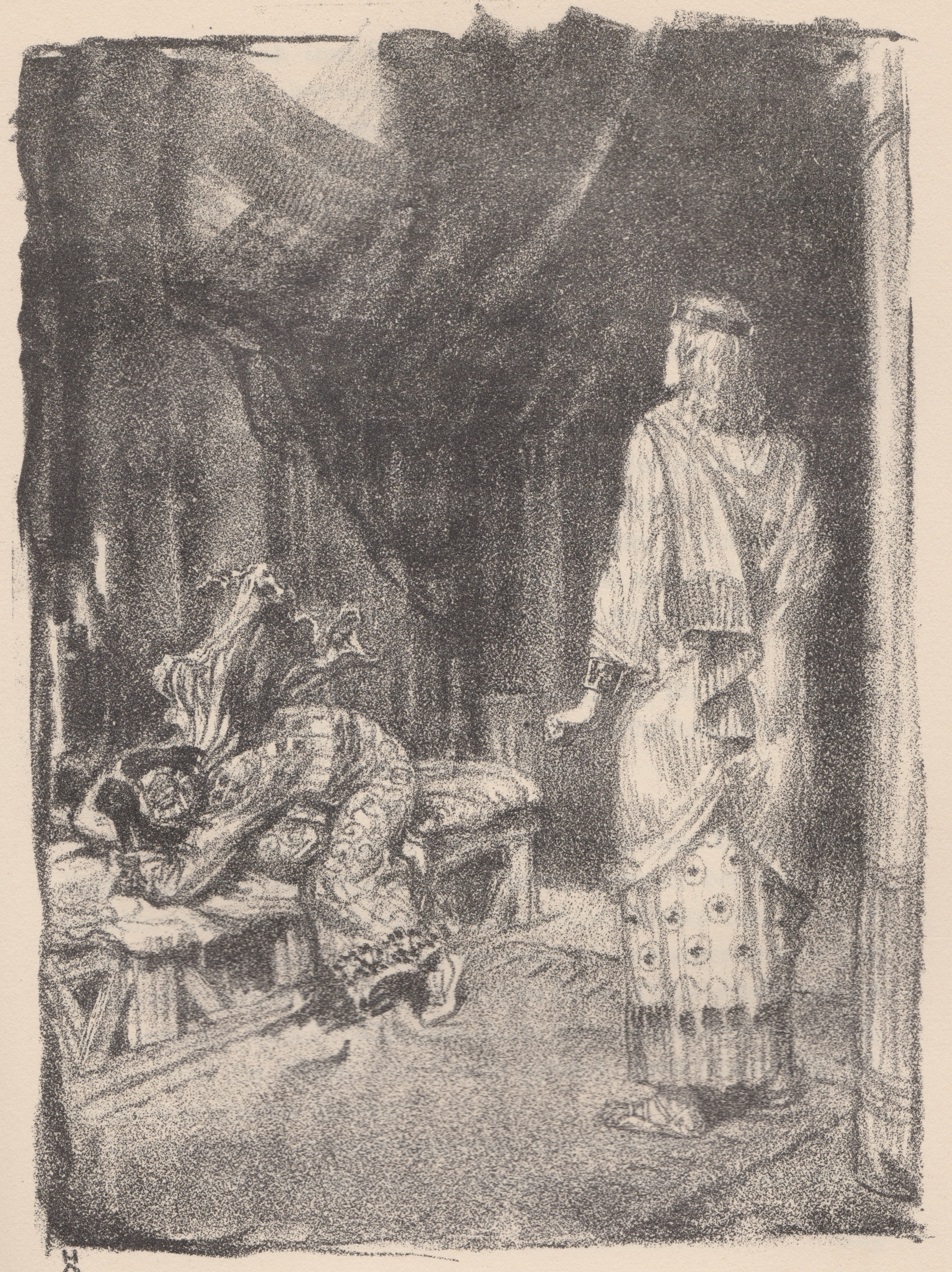
Der Korse Furius Ahalla in wütender Verzweiflung, als er von Totila erfährt, dass die von ihm begehrte Valeria nicht frei ist, woraufhin er zum Verräter wird (6. Buch)
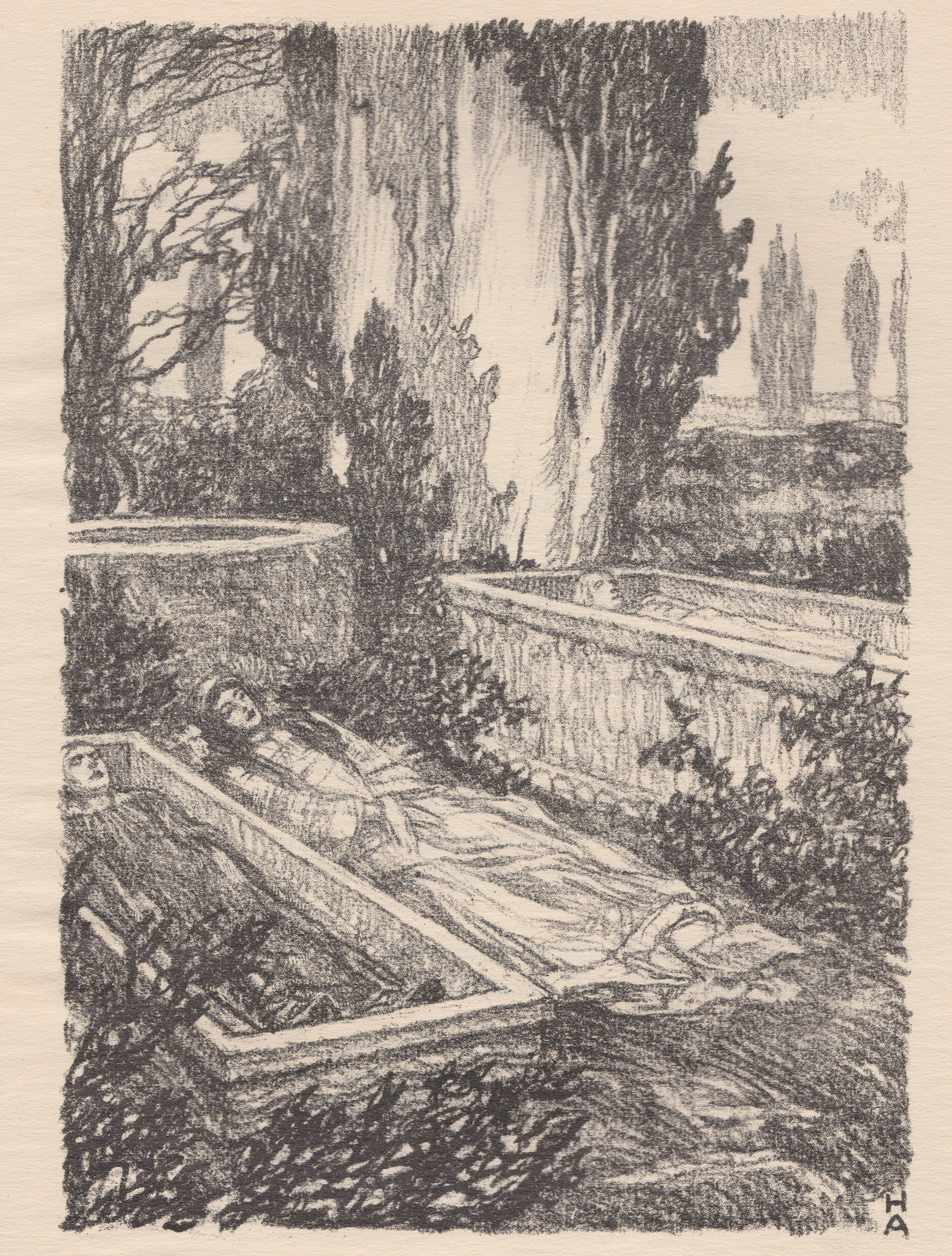
Die offenen Särge von Totila, Valeria und Julius (6. Buch)
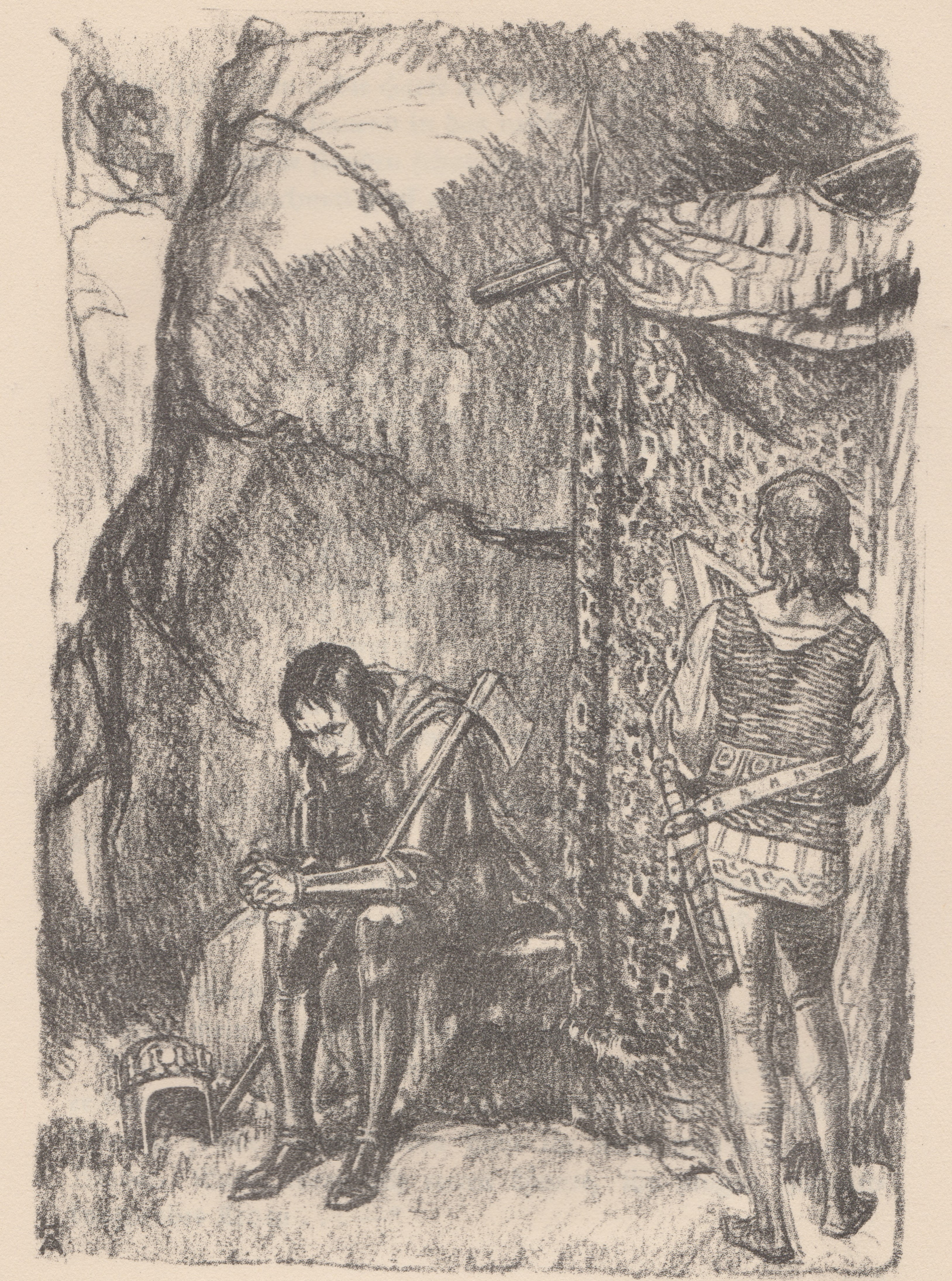
Teja und Adalgoth in Vorahnung des Endes (7. Buch)
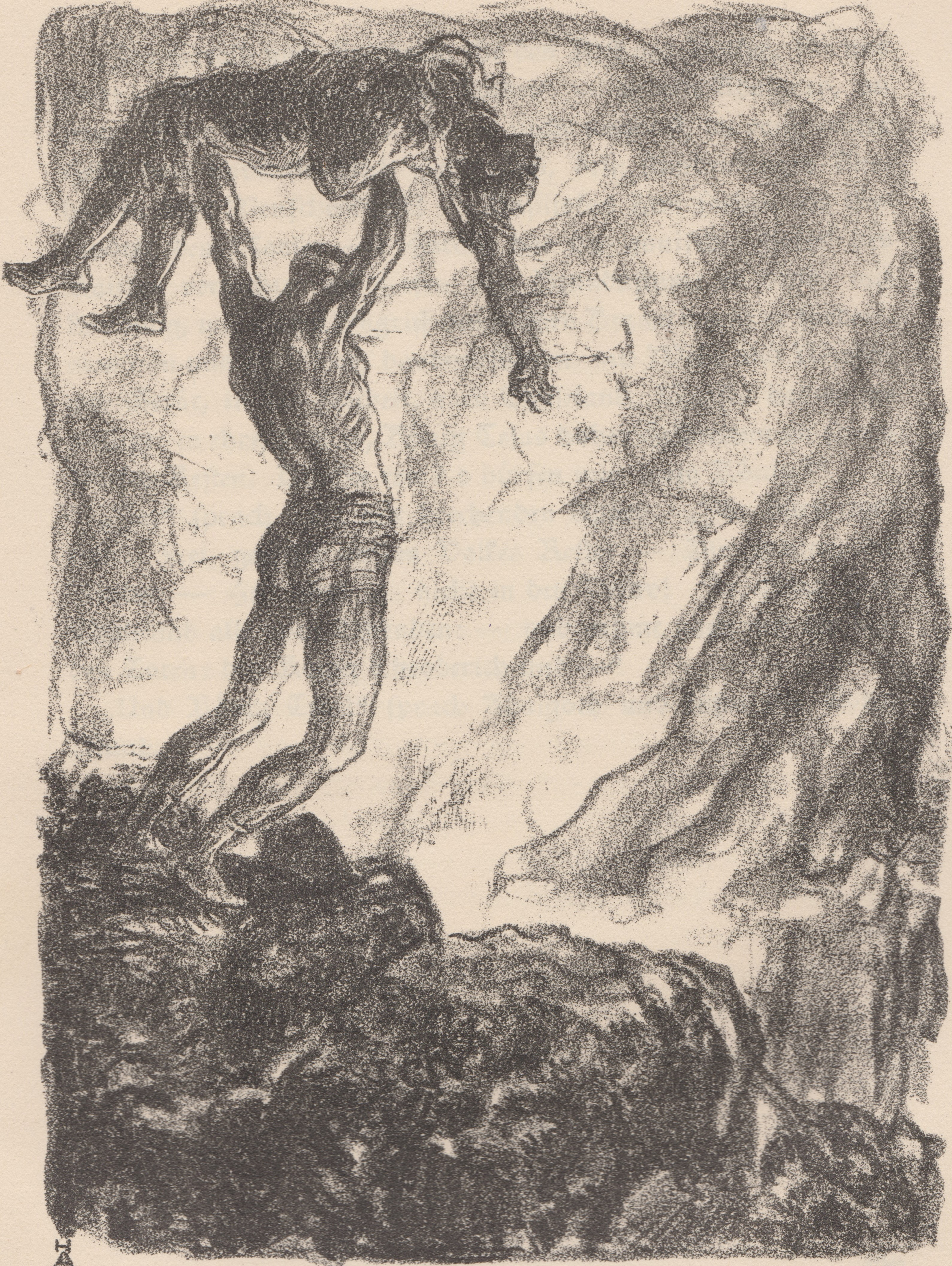
Cethegus’ Sklave Syphax wirft sich mitsamt der Leiche seines bei der Schlacht am Milchberg gefallenen Herrn in den Schlund des Vesuvs (7. Buch)
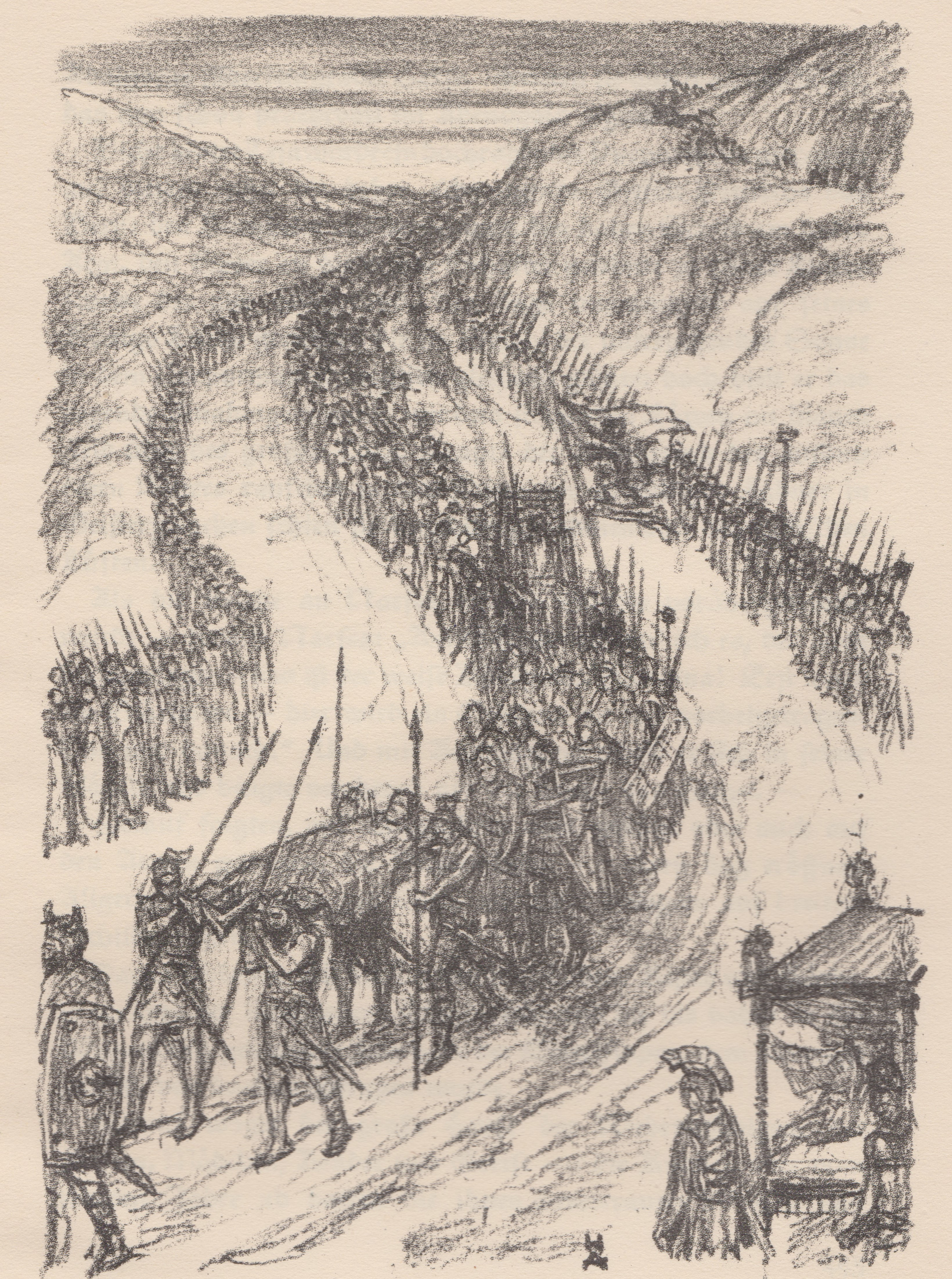
Die letzten Goten mit der Leiche des Teja marschieren bei dem siegreichen Narses vorbei, der ihm die letzte Ehre erweist (7. Buch)

## Moderne literaturkritische Rezeption
Der Jurist und Historiker Dietmar Willoweit betonte in einer 1994 erschienenen Dahn-Biographie die Tragweite von Dahns dichterischem Hauptwerk. Insbesondere hob er das tragisch-heroische Element in Dahns Werk hervor und vermerkte, dass sich in Verbindung mit dem überbordenden Nationalismus des 19. Jahrhunderts daraus Handlungsmaßstäbe ergaben.
Der deutsche Literaturkritiker Marcel Reich-Ranicki erwähnte den Roman als einen von denen, die ihn in seiner Jugendzeit beeindruckten, und charakterisierte ihn als „ein mit Kontrasteffekten glänzend operierendes Riesenfresko, dessen Figuren sich mir, gewiß nicht zufällig, am stärksten eingeprägt haben“.
Der Germanist Arno Mentzel-Reuters unterstrich, in welch deutlicher Form Dahn seiner weltanschaulichen und politischen Auffassung, teils in chiffrierter Form, in seinem Werk Ausdruck verliehen hatte. Hierzu zählte er insbesondere Dahns völkische, antiklerikale und judenfreundliche Einstellung. Angesichts des letzteren Elements zeigte sich Mentzel-Reuters verwundert darüber, dass der Roman unverändert auch während des Nationalsozialismus gedruckt wurde, obwohl darin „der Schutz der Juden und der Wiederaufbau ihrer von den Römern geschändeten Synagogen als Werk des großen Theoderich gepriesen wird“.
Der niederländische Historiker Peter Rietbergen zog nach einer differenzierten Analyse das Resümee: „Kurz, wie man auch über die literarischen Qualitäten des historischen Romans urteilen mag, in dem Verfahren das von Dahn gewählt wurde, lag und liegt die Kraft und paradoxalerweise auch die mögliche Gefahr dieser Gattung. Diese Romangattung zieht ja noch immer eine viel größere Zahl von Lesern an als die Texte der Wissenschaft. Vielleicht sollten Historiker öfters Romane schreiben und so in die Spuren Felix Dahns treten.“

## Adaptionen
Der Roman wurde 1968 von dem Berliner Filmproduzenten Artur Brauner unter der Regie von Robert Siodmak als zweiteiliger, englischsprachiger Monumentalfilm unter dem Titel The Last Roman (deutsche Fassung: Kampf um Rom) mit Laurence Harvey als Cethegus und Orson Welles als Kaiser Justinian verfilmt.
Der Medienverlag Kohfeldt brachte 2017 eine ungekürzte Lesung auf 5 mp3-CDs heraus. Sprecher ist Karlheinz Gabor (ISBN 978-3-86352-101-1).